# Rio Grande do Sul
Pour les articles homonymes, voir Rio Grande.
Le Rio Grande do Sul (prononcé en portugais brésilien : [ˈʁi.u ˈɡɾɐ̃dʒ(i) du ˈsuw]) est le plus méridional des 27 États du Brésil. Il est séparé de l'État de Santa Catarina par le rio Mampituba, est bordé à l'est par l'océan Atlantique et est frontalier avec l'Argentine et l'Uruguay. Sa capitale est Porto Alegre (1 409 939 habitants, en 2010). En 2019, l'État, qui compte 5,4 % de la population brésilienne, est responsable de 6,6 % du PIB du pays,,,.
Les habitants de l’État sont appelés Rio Grandenses ou, plus communément, Gaúchos.

## Géographie

### Géographie physique
Le Rio Grande do Sul a une superficie de 281 730 km2 (soit approximativement la taille de l'Italie) et comptait en 2017 près de 11 323 000 habitants. Ces données représentent 3 % du territoire et 6 % de la population totale du Brésil.
La vallée du Jacuí sépare le sud de la Campanha, prolongement des pampas argentine et uruguayenne, des plateaux du Nord, qui s'abaissent vers le fleuve Uruguay. Le climat est subtropical humide, avec une température annuelle moyenne de 18 °C.

### Population

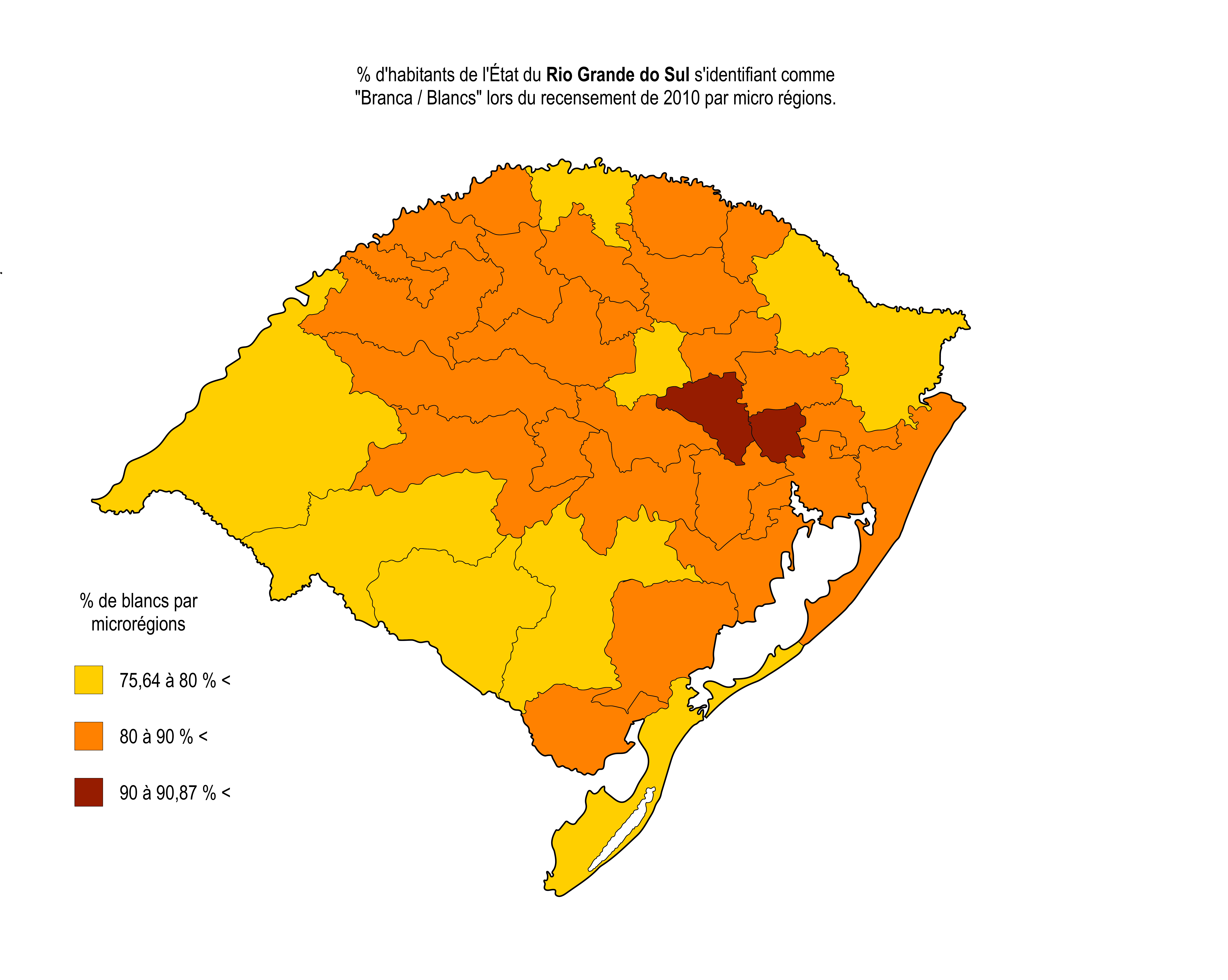
Proportion d'habitants s'identifiant comme blancs lors du recensement de 2010.

La majorité des Rio Grandenses est d'origine européenne. Le peuplement de l'État s'est surtout produit entre 1890 et 1918, en provenance d'Allemagne, d'Italie, du Portugal et des Açores, et dans une moindre mesure d'Espagne, du Japon, d'Europe orientale et d'Uruguay. Il existe également de nombreux descendants, plus ou moins métissés, d'Amérindiens et d'Africains.
Dans certaines parties de l'État, telles que la serra Gaúcha et les régions rurales du sud, il est encore courant d'entendre le talian (une version brésilienne du vénitien), l'allemand standard ou dialectal (hunsrückisch et plattdeutsch surtout) ou le portuñol (une langue mixte portugais-espagnol parlée dans la région frontalière de l'Uruguay et du Brésil).
Le Rio Grande do Sul se caractérise par le vieillissement accéléré de sa population, une espérance de vie assez élevée, une mortalité infantile basse et l'un des taux d'analphabétisme parmi les moins importants au Brésil.

### Villes
La majorité de la population est urbaine. Les villes principales sont Porto Alegre, Caxias do Sul, Rio Grande, Pelotas, Canoas, Gravataí et Santa Maria.
Porto Alegre : capitale du Rio Grande do Sul, à l'embouchure du rio Guaíba, sur la Lagoa dos Patos (ou lagune des canards).
- Population (municipe) : 1 409 939 habitants (recensement de 2010)[12]
- Population (aire urbaine) : 3 958 985 habitants (id.).

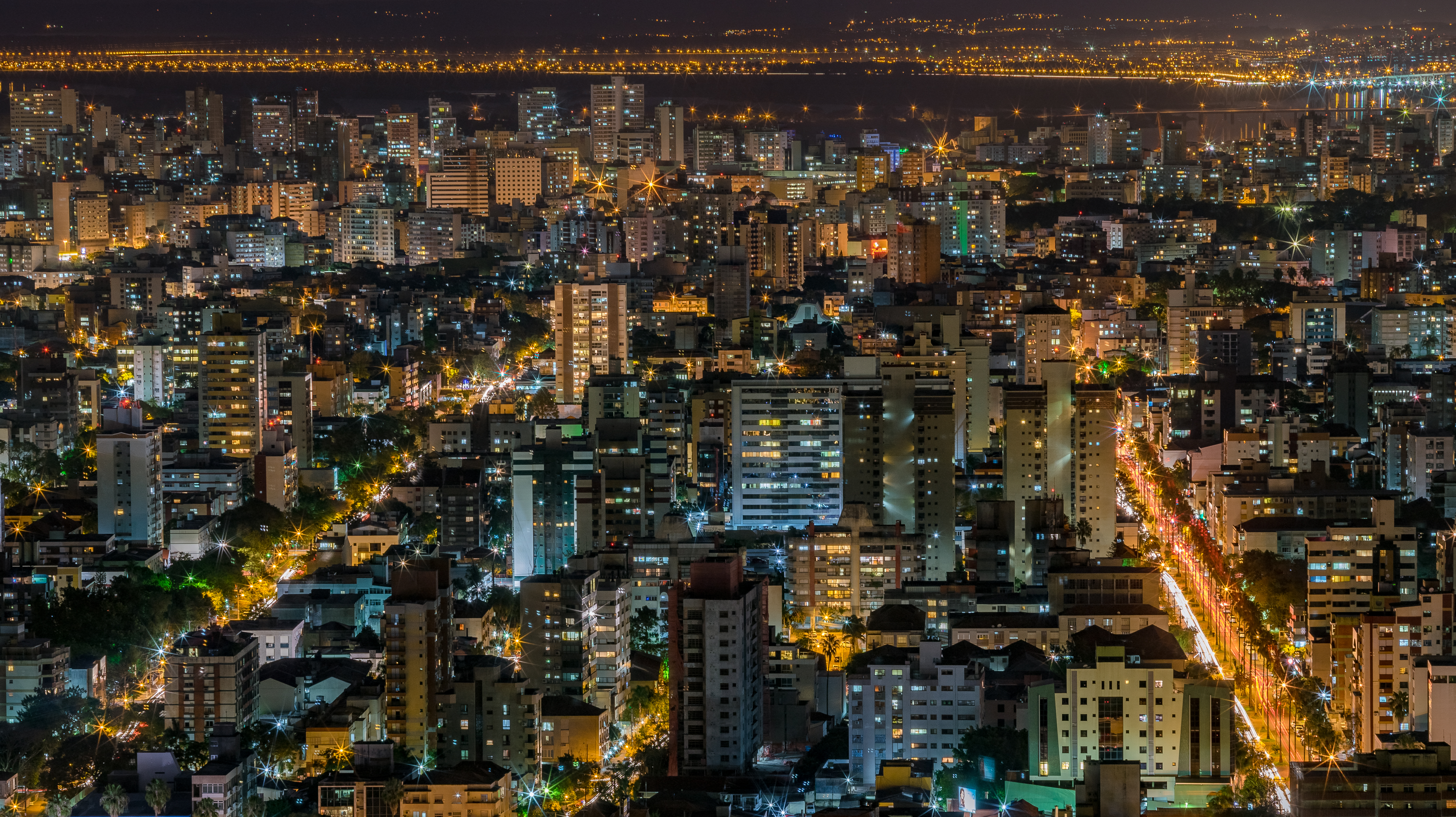
Porto Alegre la nuit

Le cœur de la ville est construit sur un éperon granitique. Au cours du XXe siècle, Porto Alegre s'est industrialisé (métallurgie, raffinage du pétrole, alimentation) et est devenu la métropole économique du Brésil méridional. Les quartiers résidentiels se situent sur les collines ou sur les rives du Guaíba. Canoas est une grosse banlieue industrielle et ouvrière, sur le chemin des vieilles colonies allemandes de São Leopoldo et de Nôvo Hamburgo, célèbres pour leurs industries du cuir et de la chaussure.
Porto Alegre possède plusieurs musées et est le siège d'un archevêché.
Le climat est tropical humide à saisons alternées, avec des précipitations annuelles de 1 300 mm, bien réparties tout au long de l'année, et des températures qui varient de 25 °C en janvier et février à 14 °C en juillet, pour une moyenne annuelle de 19 °C.

## Histoire

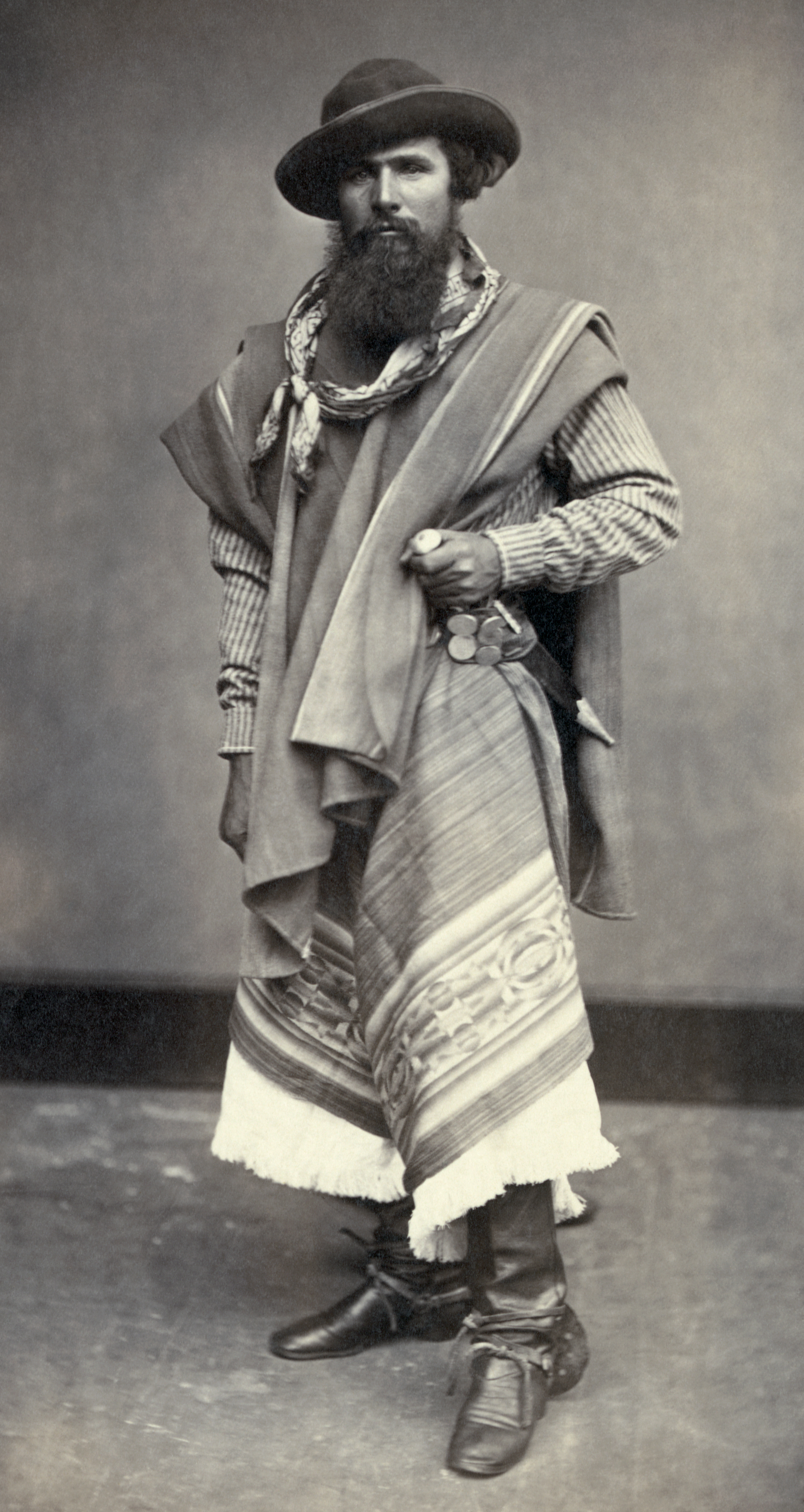
Gaucho, 1868

Au moment de la découverte du Brésil, la région qui forme aujourd'hui le Rio Grande do Sul était habitée par les Minuanos, Charrúas et Caaguaras, des peuples semi-nomades qui utilisaient les boleadeiras (une arme de jet comprenant plusieurs masses sphériques réunies par des liens, destinées à capturer les animaux en entravant leurs pattes).
En 1627, les Espagnols s'installèrent près du fleuve Uruguay, mais ils en furent expulsés par les Portugais en 1680, qui fondèrent la colonie de Sacramento sur le Rio de la Plata. Toutefois, des jésuites espagnols établirent en 1682 des missions dans une zone géographique à cheval sur les États contemporains du Paraguay, de l'Argentine et du Brésil.
En 1737, les Portugais arrivèrent dans l'actuel Rio Grande do Sul avec l'expédition militaire de José da Silva Paes. De nombreux conflits éclatèrent par la suite avec les Espagnols pour la possession des terres et ne se terminèrent qu'en 1801. La capitainerie de São Pedro do Rio Grande do Sul fut créée le 19 septembre 1807.
En 1816, les Portugais étendirent leur présence dans la région en s'emparant de la Bande Orientale (l'ancien nom de l'Uruguay), qui devint une province brésilienne, la Province cisplatine. Mais en 1825, Juan Antonio Lavalleja proclama l'indépendance de l'Uruguay ; une guerre s'ensuivit jusqu'à sa reconnaissance par l'empire du Brésil en 1828.
Le 28 février 1821, après l'indépendance du Brésil, la province de Saint Pierre du Rio Grande do Sul fut constituée.
Au XIXe siècle, le Rio Grande do Sul fut le théâtre de plusieurs révoltes fédéralistes, comme la guerre des Farrapos (1835-1845), où fut créée la temporaire République riograndense, qui ensuite fut réintégrée dans l'empire du Brésil. Mais encore après la proclamation de la république au Brésil (1889), au cours de la Révolution de 1893, des insurgés gauchos occupèrent les États de Santa Catarina et Paraná, occupant Curitiba, mais ils furent finalement renversés en raison de leur incapacité à obtenir des munitions de guerre. Puis en 1923, une guerre civile éclata de nouveau entre les partisans du président de l’État, Borges de Medeiros, et l’opposition liée à Assis Brasil.
En 1930, le président du Rio Grande do Sul, Getúlio Vargas, après s'être présenté sans succès aux élections présidentielles contre le candidat de São Paulo, Júlio Prestes, prit la tête d'une révolte contre le gouvernement fédéral et réussit à le renverser. Ceci conduisit à la dictature de Vargas en 1937 et à la période connue au Brésil sous le nom d'Estado Novo.

## Culture

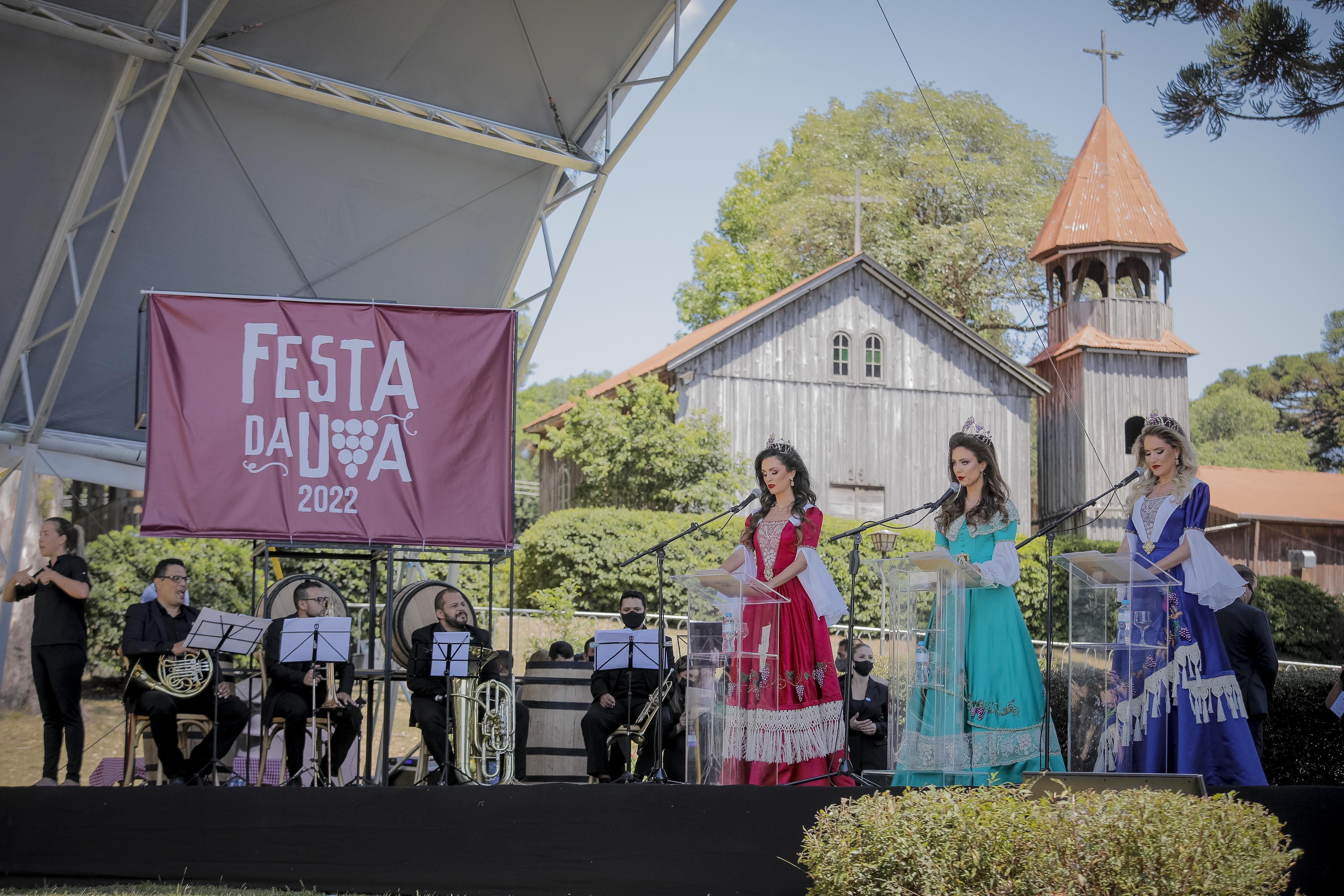
Fête du Raisin à Caxias do Sul.

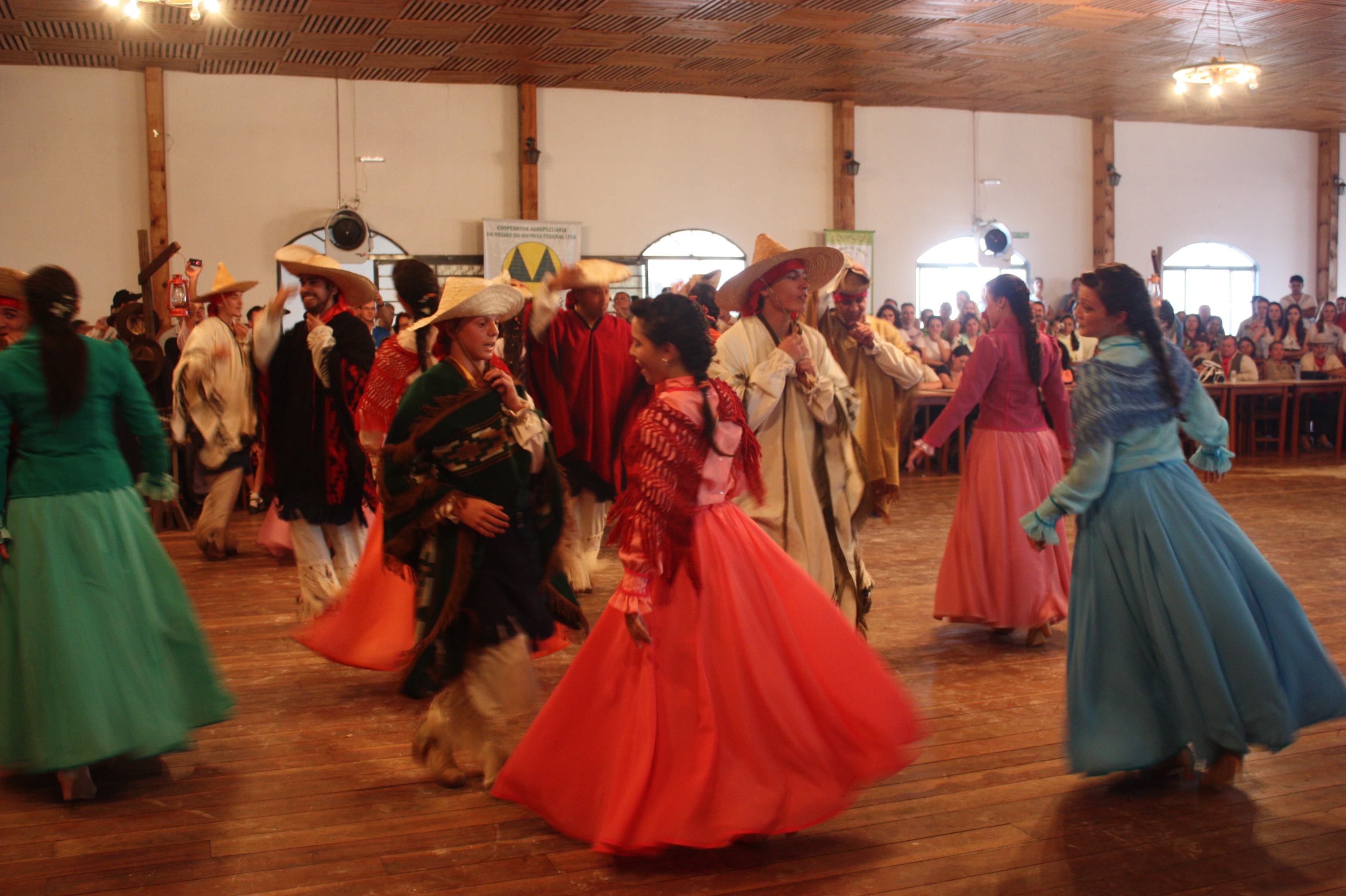
Danse typique dans un CTG (Centre des Traditions Gaucho)

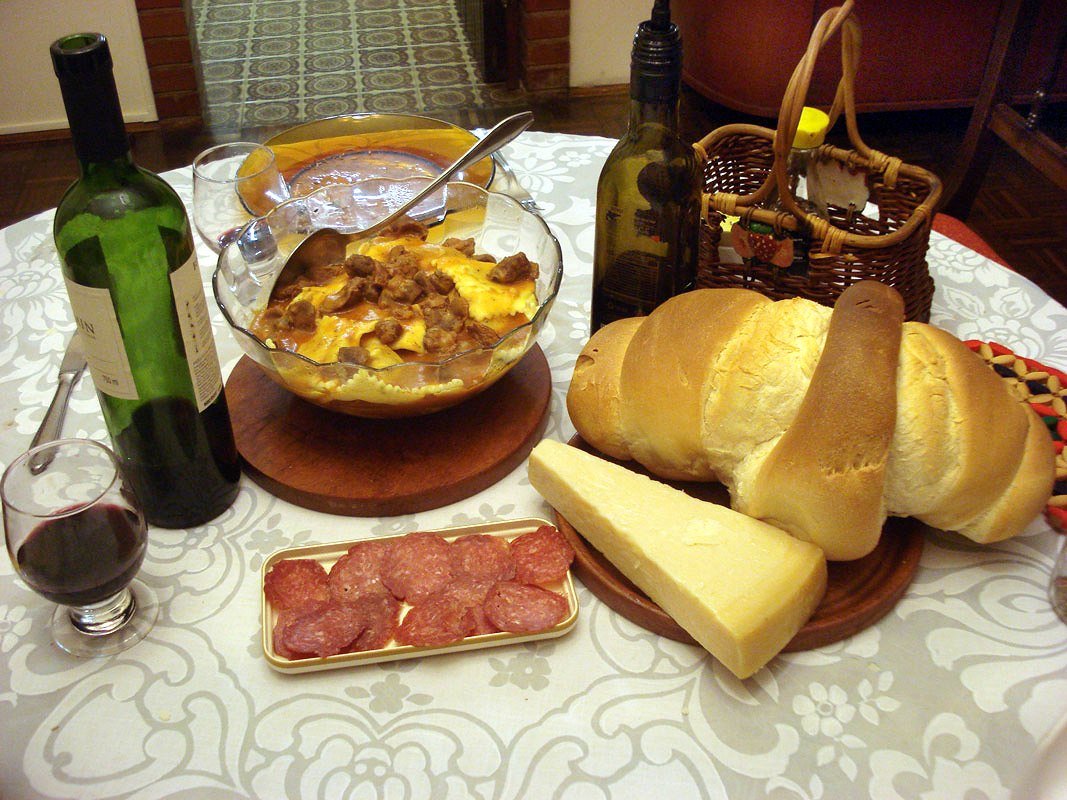
Un repas typique du Rio Grande do Sul avec du vin, du pain, du fromage, des pâtes au bœuf et du salami.

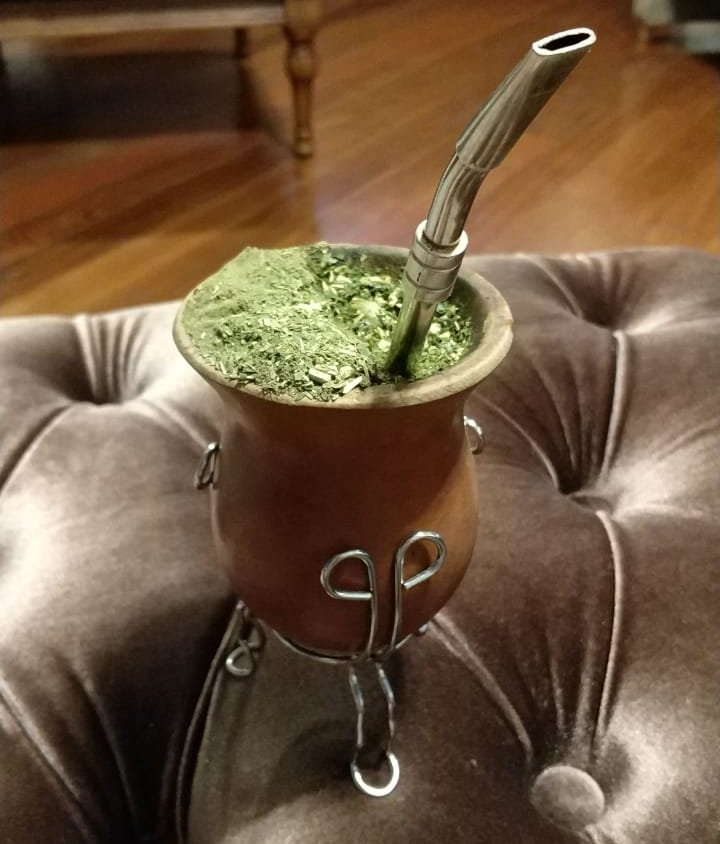
Chimarrão est une boisson traditionnelle préparée en faisant tremper des feuilles séchées de l'espèce de houx Ilex paraguariensis dans de l'eau chaude.

L'état du Rio Grande do Sul est reconnu comme l'un des états les plus riches culturellement du Brésil. La musique de Rio Grande est un mélange de nombreux styles (la plupart un continuum de rythmes trouvés dans les pays voisins), y compris le Chamamé, la Milonga, la Polca et la Chacarera. La musique gaucho moderne ou musique tchê est populaire depuis la fin des années 1980. Les habitants de l'État sont connus dans le pays pour boire du chimarrão, une version locale du maté bu en Uruguay et en Argentine voisins, et pour consommer très régulièrement du churrasco (une pratique courante en raison des sources abondantes de viande de haute qualité), allant même jusqu'à au point de considérer celui-ci comme l'un des éléments les plus importants de la vie quotidienne. Porto Alegre abrite le Sport Club Internacional et le Gremio Foot-Ball Porto Alegrense. Ce sont des rivaux, l'une des plus grandes rivalités au Brésil,.
Chaque région de l'État a son propre contexte culturel. Dans la pampa (sud-ouest), la culture est encore largement influencée par les anciens Gaúchos. Gaúcho est un terme qui peut décrire toute personne née dans l'État de Rio Grande do Sul. Cependant, il est également utilisé pour décrire les travailleurs ruraux du XIXe siècle de la région. D'autres parties de l'État ont une culture légèrement différente, influencée principalement par des immigrants allemands ou italiens. Après quelques générations, les descendants d'immigrés se sont intégrés à la société locale, même si leurs influences culturelles sont encore fortes, surtout à la campagne. Malgré ces différences, le peuple Gaucho entretient un zèle particulier pour sa culture et ses variations. Bien que la culture gaucho et sa langue basée sur le portugais prévalent à Rio Grande do Sul, l'État le plus méridional du Brésil, partageant bon nombre de ses caractéristiques folkloriques avec l'élevage à cheval voisin, les cultures centrées sur les prairies, comme celles que l'on trouve en Uruguay et en Argentine, l'État a également d'autres domaines d'intérêt culturel forts quoique moins importants.
Ce sont notamment l'identité culturelle germano-brésilienne et la langue Riograndenser Hunsrückisch (le nombre de locuteurs est estimé à environ 1 500 000), parlée dans l'État depuis 1824 ; il a été officiellement reconnu par la Chambre des représentants de l'État en 2012 à l'unanimité. De plus, à la suite de l'immigration européenne déclarée au XIXe siècle, l'État a sa propre culture et langue italienne, la langue talian (une langue / dialecte basé sur la Vénétie), parlée principalement dans la région des hautes terres, à l'époque. appelées anciennes colonies italiennes dans l'état supérieur (voir italo-brésilien).
Cependant, il existe de nombreuses autres minorités culturelles beaucoup plus petites dans l'État (communautés poméraniennes, polonaises, juives allemandes, etc.). Cependant, ces trois sont les expressions culturelles prédominantes trouvées dans l'État, chacune avec des expressions linguistiques vivantes qui attestent de leur existence.

## Économie
Le Rio Grande do Sul possède le quatrième PIB du pays, derrière les États de São Paulo, Rio de Janeiro et Minas Gerais. C'est le cinquième plus peuplé et celui qui a le cinquième indice de développement humain (IDH).
L'économie du Rio Grande do Sul est basée sur l'agriculture, l'élevage et industrie. Depuis plusieurs années, l'agriculture connaît d'importantes mutations : riziculture irriguée et mécanisée, culture du théier et du soja en rotation.
L'industrie (cuir et chaussures, agro-alimentaire, textile, bois, métallurgique et chimique) et les services (tourisme, commerce, transports, construction civile, santé, etc.) se développent rapidement.

### Agriculture

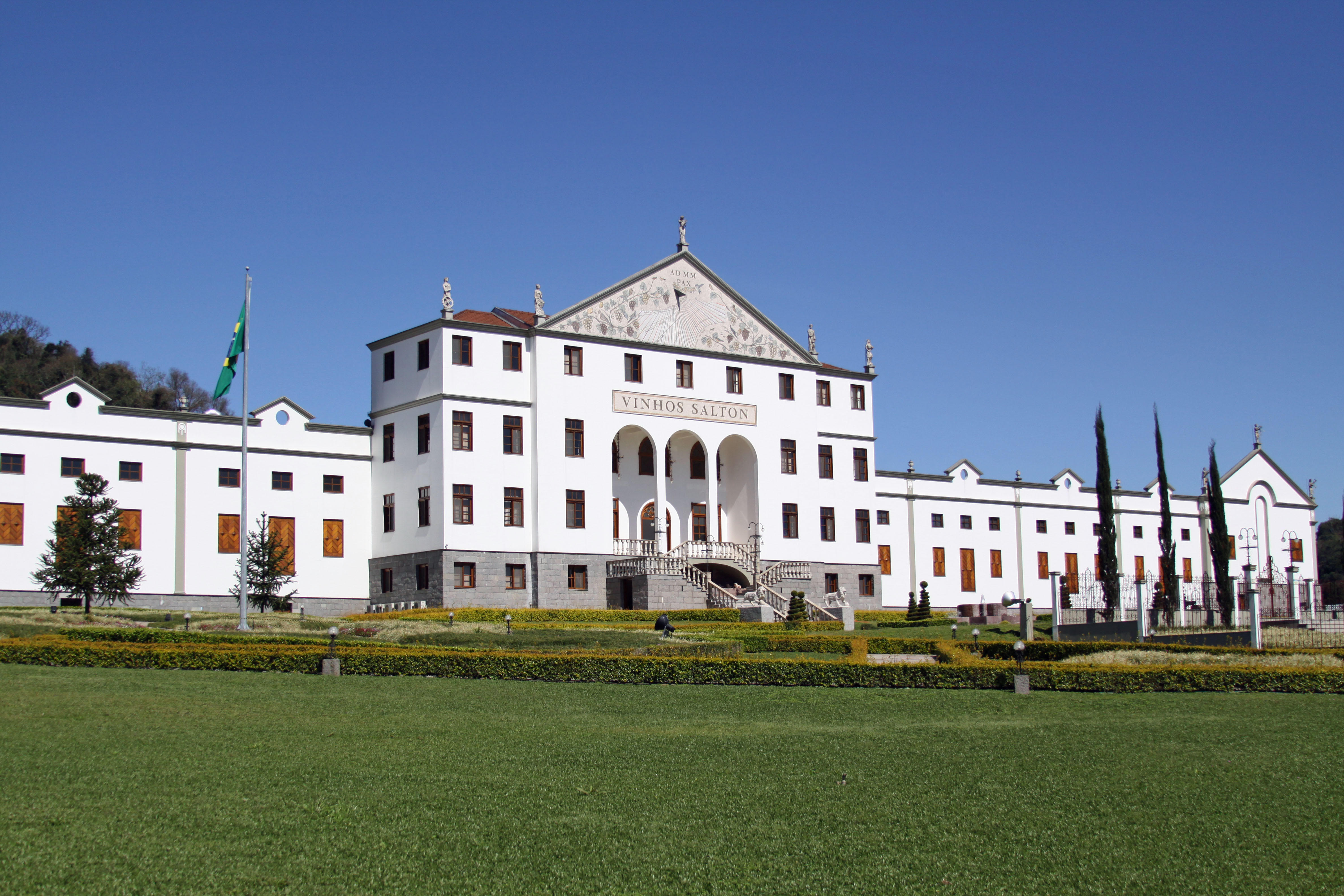
Une vignoble à Bento Gonçalves. Rio Grande do Sul est le plus grand producteur de vin du Brésil.

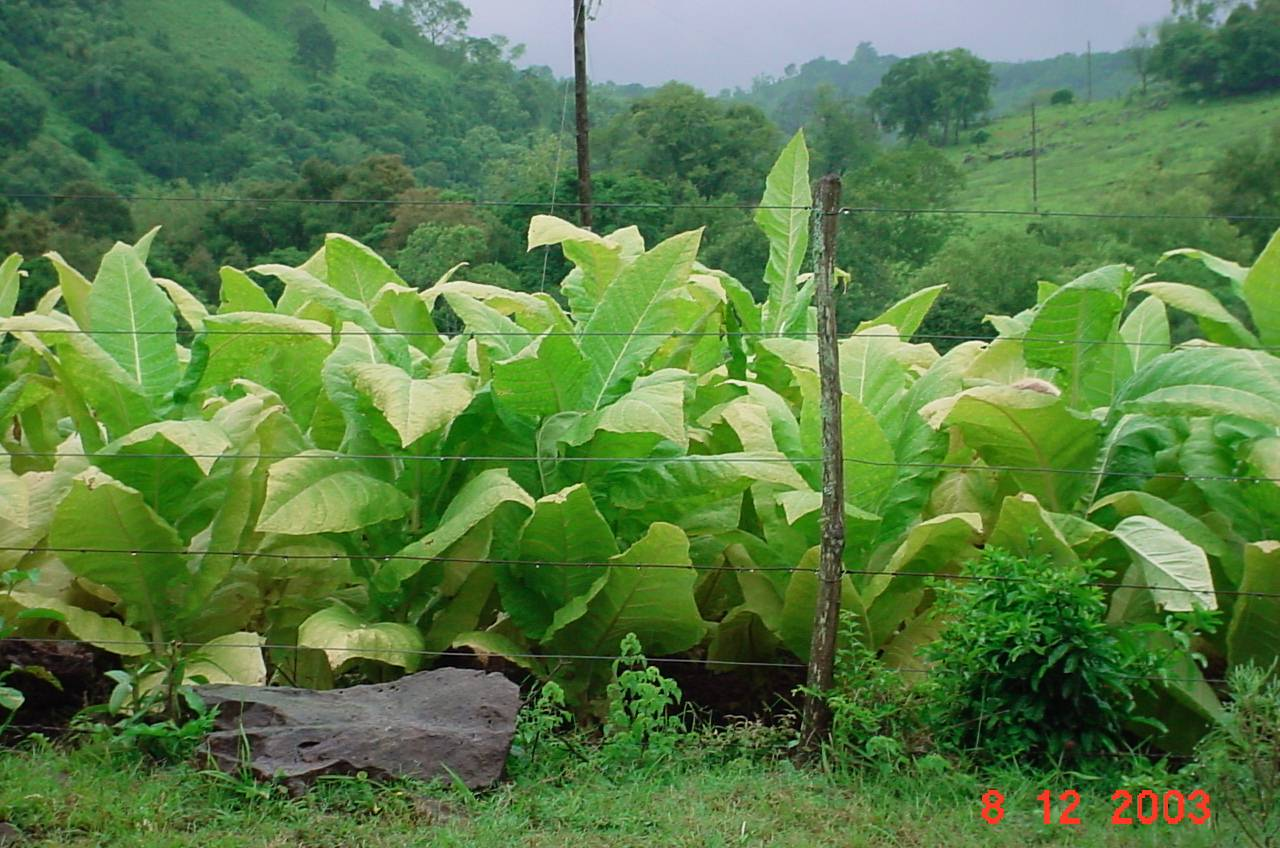
Tabac à Rio Grande do Sul

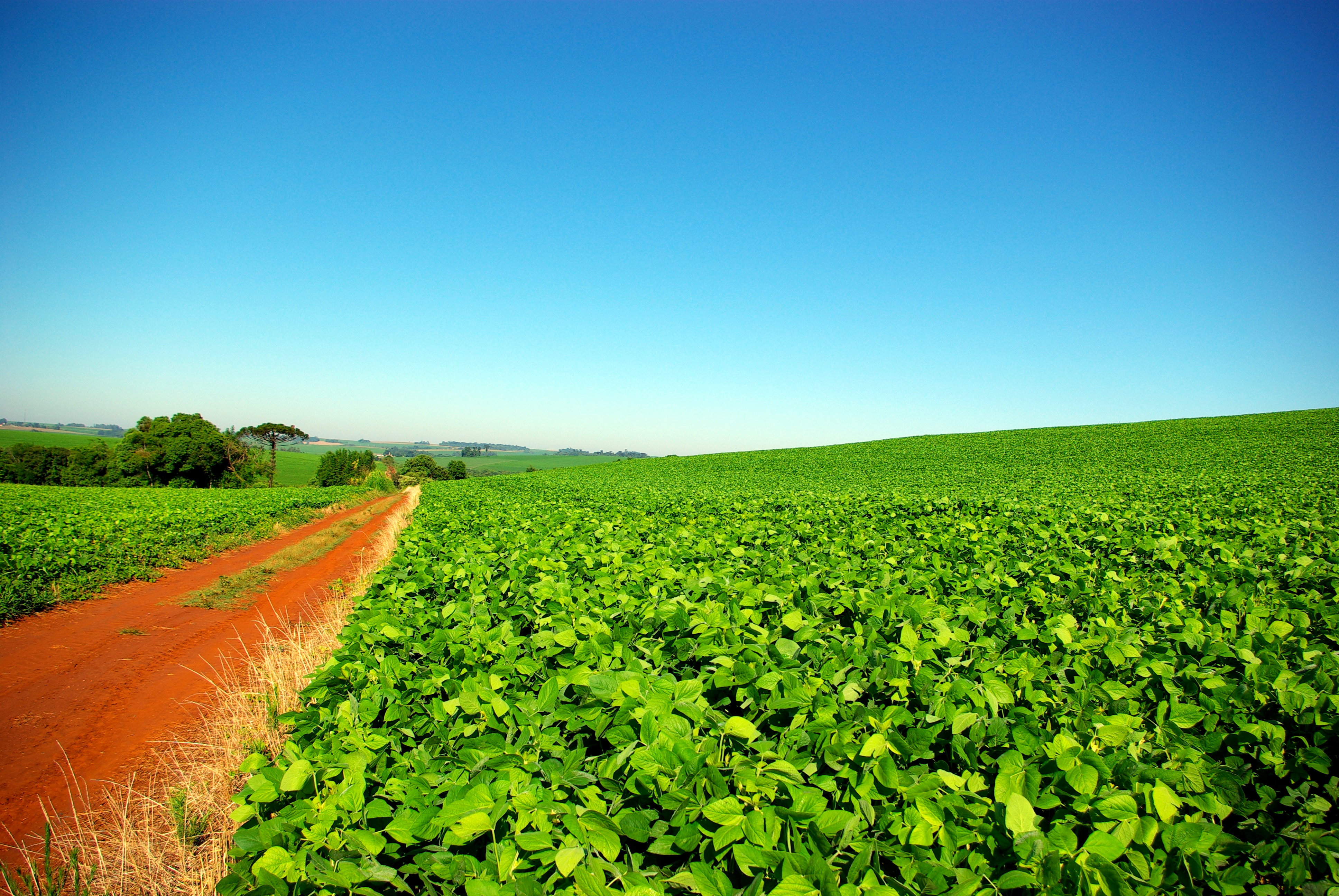
Plantation de soja à Rio Grande do Sul

Dans l’agriculture, l’État se démarque dans la production de soja, maïs, blé, riz, tabac, raisin, pomme, manioc et yerba mate, en plus de produire également avoine, orge, orange, pêche, figue, mandarine, kaki et fraise.
En 2020, la région Sud a produit 32 % du total national de céréales, légumes et graines oléagineuses. Il y avait 77,2 millions de tonnes, deuxième place au Brésil, perdant seulement au Midwest. Rio Grande do Sul (14,3 %) était le 3e producteur du pays.
Rio Grande do Sul est le plus grand producteur de riz du pays, avec 70,5 % de la production brésilienne, près de 7,3 millions de tonnes en 2020,. C'est aussi le plus grand producteur de tabac au Brésil, et est le premier exportateur au monde. Le Brésil est le deuxième producteur mondial et le leader des exportations de tabac depuis les années 1990, 98 % de la production brésilienne étant réalisée dans la région Sud,. L'État est responsable de 90 % de la production nationale de raisin et produit 90 % du vin produit dans le pays, 85 % du vin mousseux et 90 % du jus de raisin, principalement dans la région de Caxias do Sul et alentours : 664,2 milliers de tonnes de raisin en 2018,,.
En soja, Rio Grande do Sul est le 3e producteur du pays, avec environ 16 % de la production nationale. Il a produit 19,3 millions de tonnes (le Brésil est le plus grand producteur de soja au monde),. En 2017, il était également le 3e producteur de maïs (le Brésil est le deuxième producteur de maïs au monde),,.
Rio Grande do Sul est également le plus grand producteur national de blé, avec 2,3 millions de tonnes en 2019,,. La région Sud est également le plus grand producteur de avoine au Brésil. En 2019, la production nationale était proche de 800 mille tonnes, presque entièrement réalisée dans le Sud (Paraná et Rio Grande do Sul),.
Les trois États du sud du pays sont responsables de 95 % de la production nationale de pomme, et Santa Catarina apparaît en tête de liste de production, en conflit avec le Rio Grande do Sul. Rio Grande do Sul récolte 45 % des pommes brésiliennes et est le plus grand exportateur de pommes du pays. La région voisine de Vacaria est le point culminant : elle concentre 88 % de la production de l'État et 37 % de la production nationale,.
Dans la production de manioc, le Brésil a produit un total de 17,6 millions de tonnes en 2018. L'État était le 4e producteur du pays, avec près d'un million de tonnes.
À propos de orange, Rio Grande do Sul était le 5e producteur brésilien en 2018, avec un total de 367 000 tonnes.
Rio Grande do Sul est le plus grand producteur de pêche au Brésil, avec la moitié du volume récolté au Brésil en 2018. C'est aussi le plus grand producteur de figue du pays, selon les données de 2018. En 2018. En 2018 , Rio Grande do Sul était le 3e producteur de mandarine au Brésil. Rio Grande do Sul est également responsable de 19 % de la production de kaki du Brésil, étant le deuxième producteur national. En 2019, au Brésil, il y avait une zone de production totale d'environ 4 000 hectares de fraise. Rio Grande do Sul était le 3e producteur,,,,.
En 2019, le Brésil a produit environ 900 000 tonnes de yerba mate par an. Le Paraná est le premier producteur en volume et le Rio Grande do Sul dans les zones de plantation (et où le secteur est le plus industrialisé). Selon les données de 2017, le Paraná a récolté 301 mille tonnes de yerba mate par méthode d'extraction, tandis que le Rio Grande do Sul en a récolté 17 mille tonnes. D'autre part, alors que les gauchos récoltaient 302 000 tonnes d'herbe plantée, le Paraná en récoltait 237 000 tonnes selon cette méthode. Le potentiel productif du yerba mate est encore peu exploré au Brésil, avec une bonne partie de la récolte réalisée par le système extractif et avec de faibles niveaux de productivité. Cependant, de nombreux nouveaux producteurs adoptent des systèmes de production plus professionnels et plus efficaces, avec une acuité technique de gestion et une vision du marché mondialisée. Cela tend à accroître les exportations brésiliennes de ce produit.

### Bétail

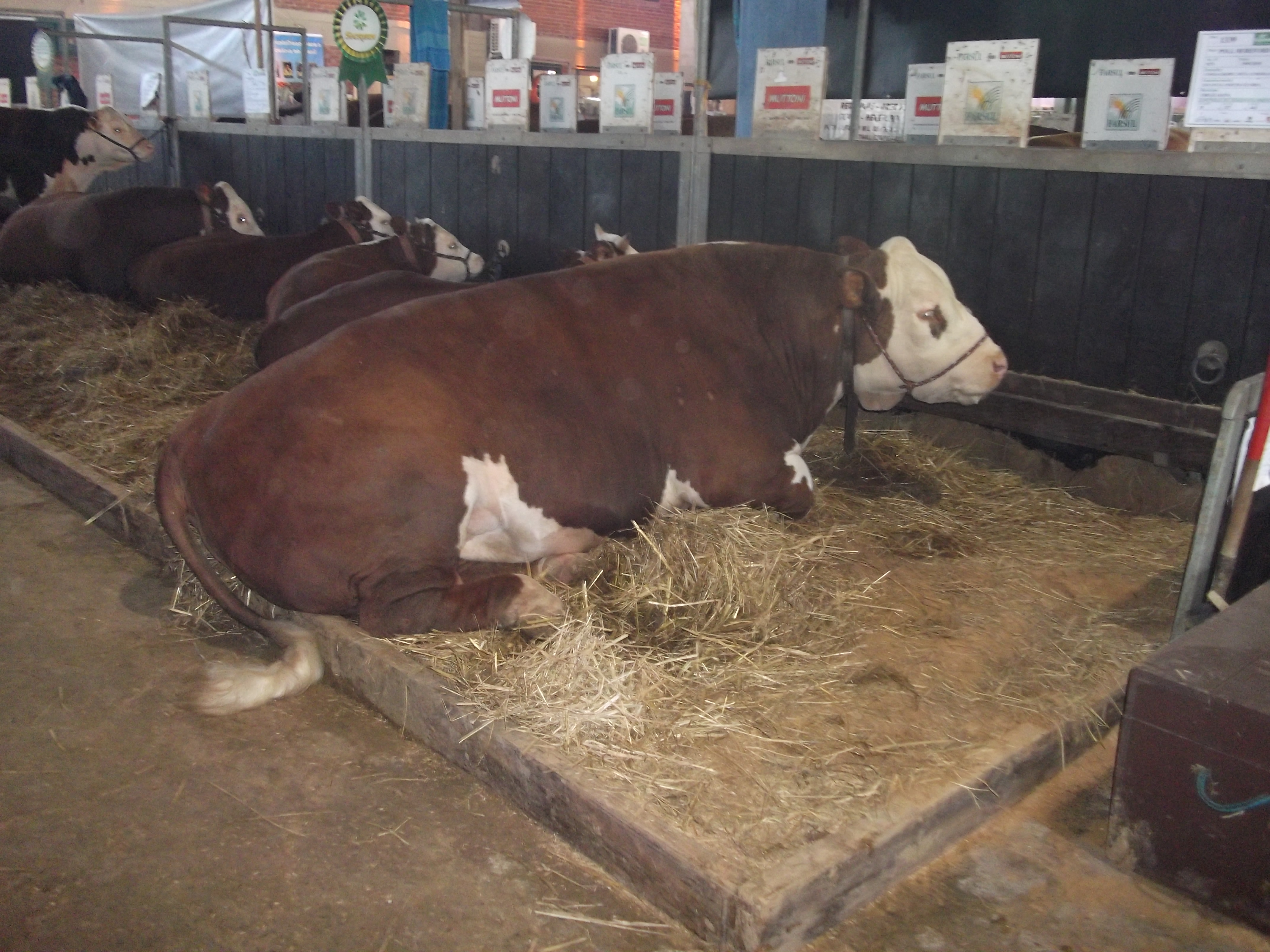
Expointer à Esteio est considéré comme le plus grand salon de l'élevage d'Amérique latine.

En 2018, le cheptel bovin de l'État était de 12,5 millions de têtes, 7e place dans le pays, 6,5 % du cheptel bovin du Brésil.
En 2019, le Rio Grande do Sul a produit un total de 4,5 milliards de litres de lait, ce qui en fait le troisième producteur du pays, avec 13,0 % du total du pays.
Dans l'élevage ovin, la région Sud était en 2017 la 2e plus grande du pays, avec 4,2 millions de têtes. Le Rio Grande do Sul a 94 % de la production laine du pays.
En porc, les 3 États du sud sont les plus gros producteurs du pays. Le Brésil comptait 41,1 millions de têtes en 2017. Rio Grande do Sul (14,6 %) est le 3e producteur,.
Le troupeau brésilien de volailles, en 2018, était de l'ordre de 1,5 milliard de têtes. En 2017, les principaux États producteurs de volaille au Brésil étaient le Paraná (25,3 %), São Paulo (14,0 %) et le Rio Grande do Sul (11,0 %). En termes de poulets, en 2017, il y avait 242,8 millions de têtes dans le pays. Parmi les États qui étaient les plus gros producteurs, São Paulo était en tête avec 21,9 %, suivi du Paraná (10,1 %) et du Rio Grande do Sul (8,8 %). [80] Dans la production de poulet œuf, l'État occupe la cinquième place au Brésil, avec 8 % de la production nationale. Il y en avait 354 millions de douzaines en 2018,.
La région Sud était le principal producteur de miel du pays en 2017, représentant 39,7 % du total national. Rio Grande do Sul était le plus gros producteur du pays, avec 15,2 %.

### Exploitation minière

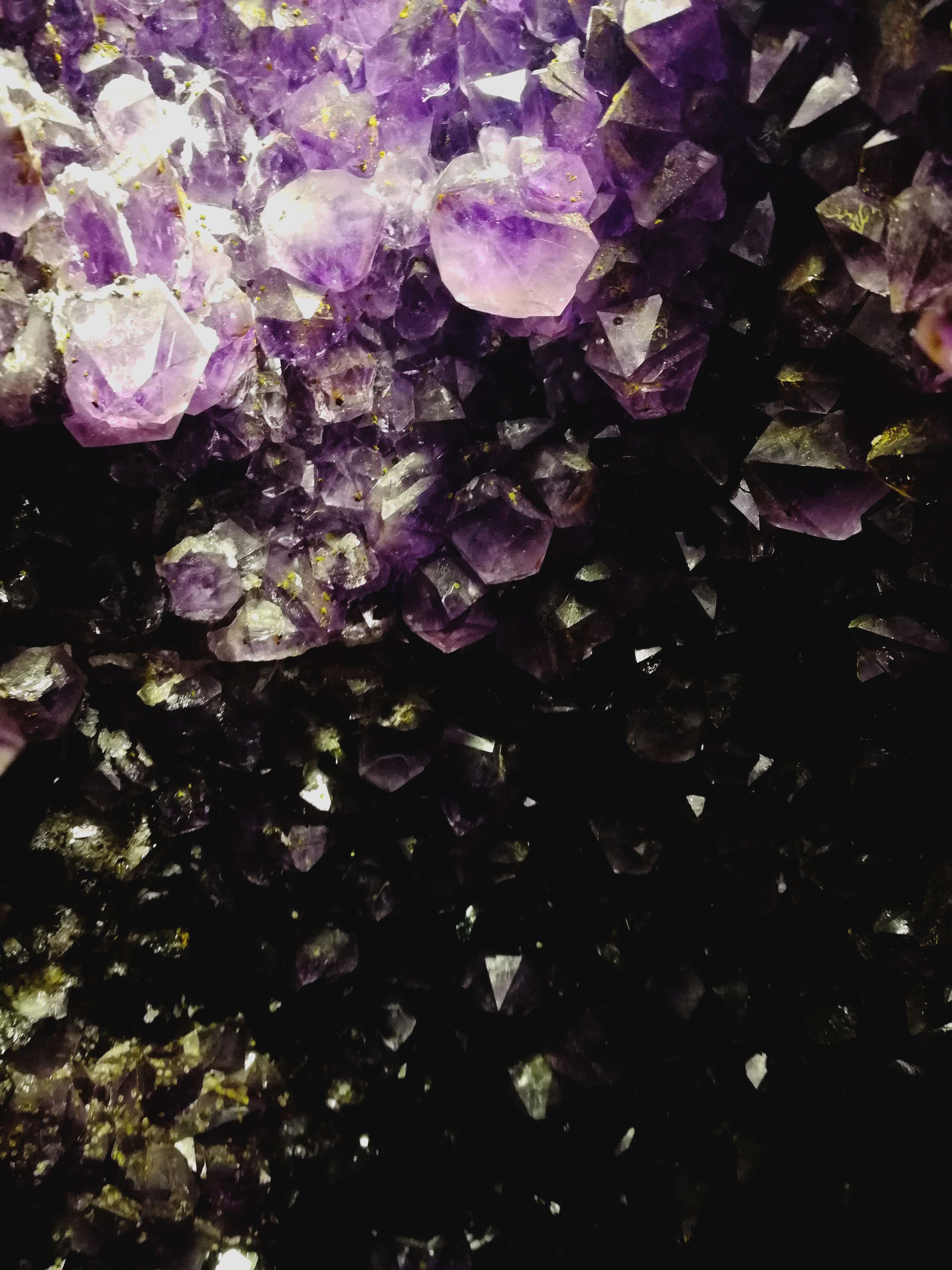
Mine d'améthyste à Ametista do Sul

En ce qui concerne l'exploitation minière, l'État est un important producteur de pierres précieuses. Le Brésil est le premier producteur mondial de améthyste et agate, et Rio Grande do Sul est le plus grand producteur du pays. L'agate a une extraction locale depuis 1830. Le plus grand producteur d'améthyste au Brésil est la ville de Ametista do Sul. Cette pierre était très rare et chère dans le monde, jusqu'à la découverte de grands gisements au Brésil, ce qui a fait baisser considérablement sa valeur. Il y a aussi du jaspe et de l'opale dans l'état,,,,.
La production de charbon au Brésil était de 13,6 millions de tonnes en 2007. Santa Catarina a produit 8,7 Mt (millions de tonnes) ; Rio Grande do Sul, 4,5 Mt ; et Paraná, 0,4 Mt. Le Brésil possède des réserves de tourbe, lignite et houille. Le charbon totalise 32 milliards de tonnes de réserves et se trouve principalement dans le Rio Grande do Sul (89,25 % du total). Seul le gisement de Candiota (à Rio Grande do Sul) détient 38 % de tout le charbon national. Comme il s'agit d'un charbon de moindre qualité, il n'est utilisé que pour la production d'énergie thermoélectrique et sur le site du gisement. La crise pétrolière des années 1970 a conduit le gouvernement brésilien à créer le plan de mobilisation de l'énergie, avec des recherches intenses pour découvrir de nouvelles réserves de charbon. Le Service géologique du Brésil, grâce à des travaux menés à Rio Grande do Sul et à Santa Catarina, a considérablement augmenté les réserves de charbon précédemment connues entre 1970 et 1986 (principalement entre 1978 et 1983). Dans plusieurs gisements du Rio Grande do Sul (Morungava, Chico Lomã, Santa Teresinha), du charbon de bonne qualité a été découvert, utilisable en métallurgie et en grand volume (sept milliards de tonnes), mais à des profondeurs relativement importantes (jusqu'à 1 200 m) , ce qui rendait son utilisation difficile jusqu'à présent. En 2011, le charbon ne représentait que 5,6 % de l'énergie consommée au Brésil, mais c'est une source stratégique importante, qui peut être activée lorsque, par exemple, les niveaux d'eau dans les barrages sont très bas, réduisant excessivement l'approvisionnement en énergie hydroélectrique ,.

### Industrie

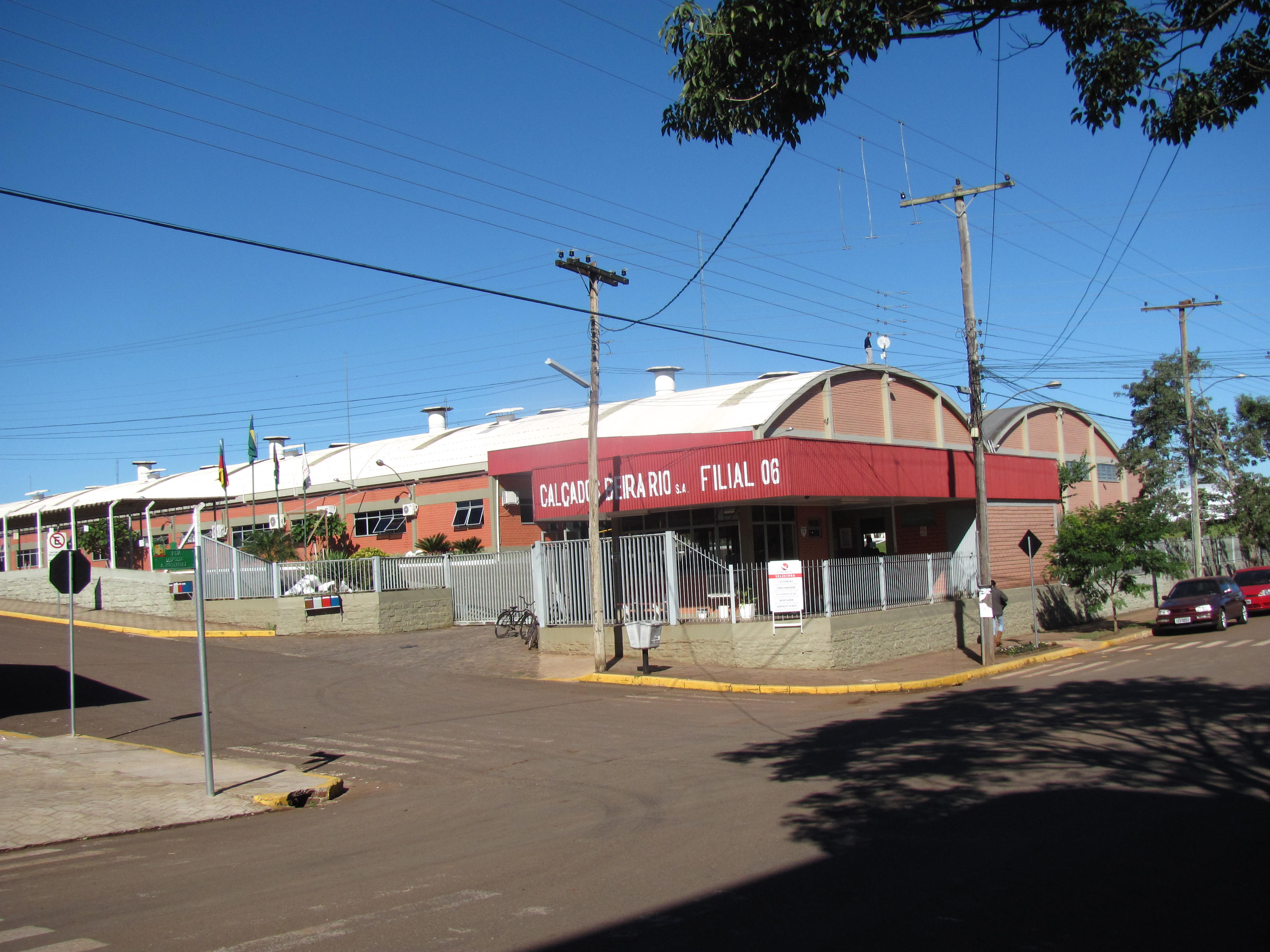
Beira Rio, à Mato Leitão. L'un des plus grands producteurs de chaussures du pays.

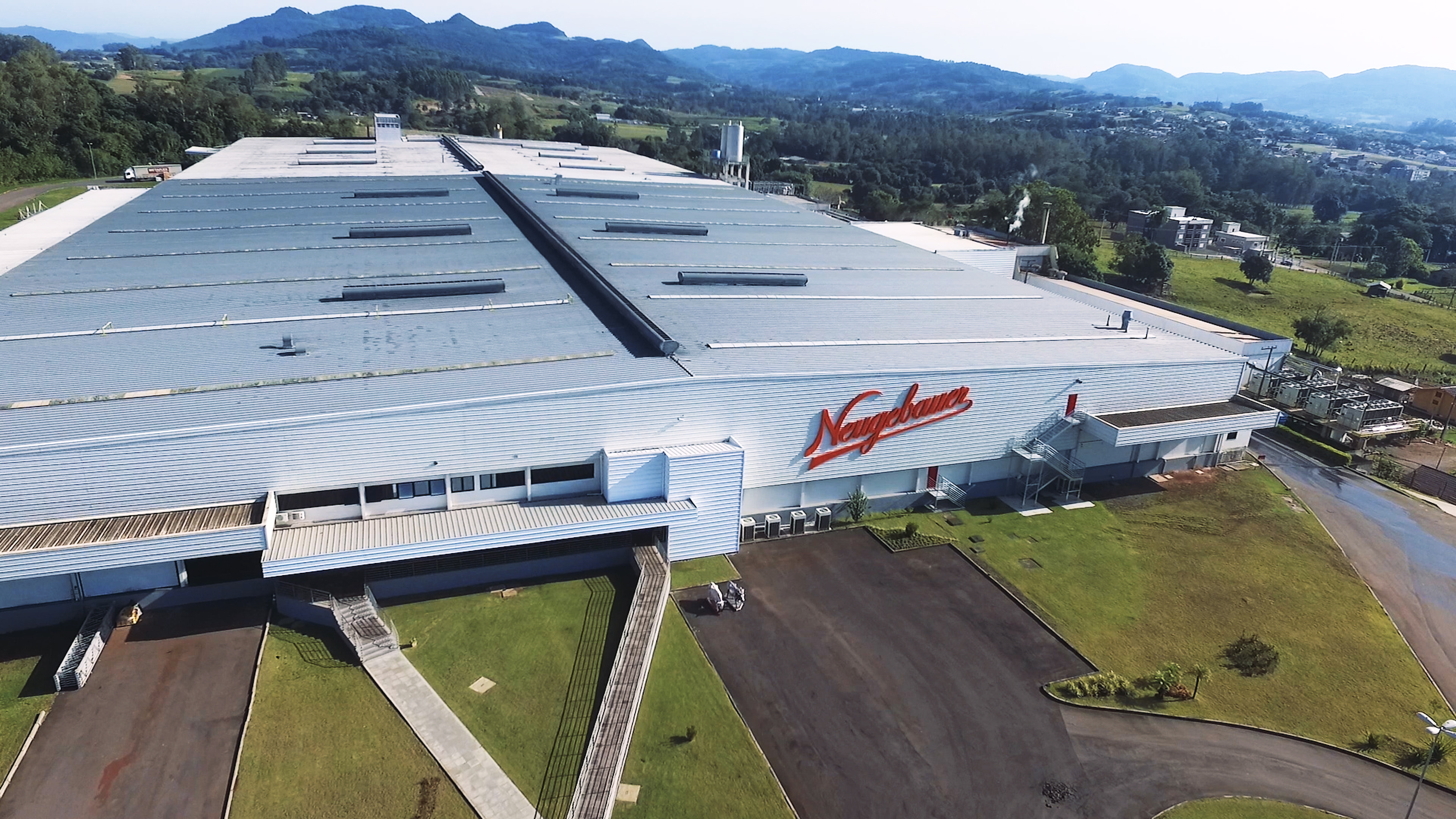
Siège de Neugebauer à Arroio do Meio

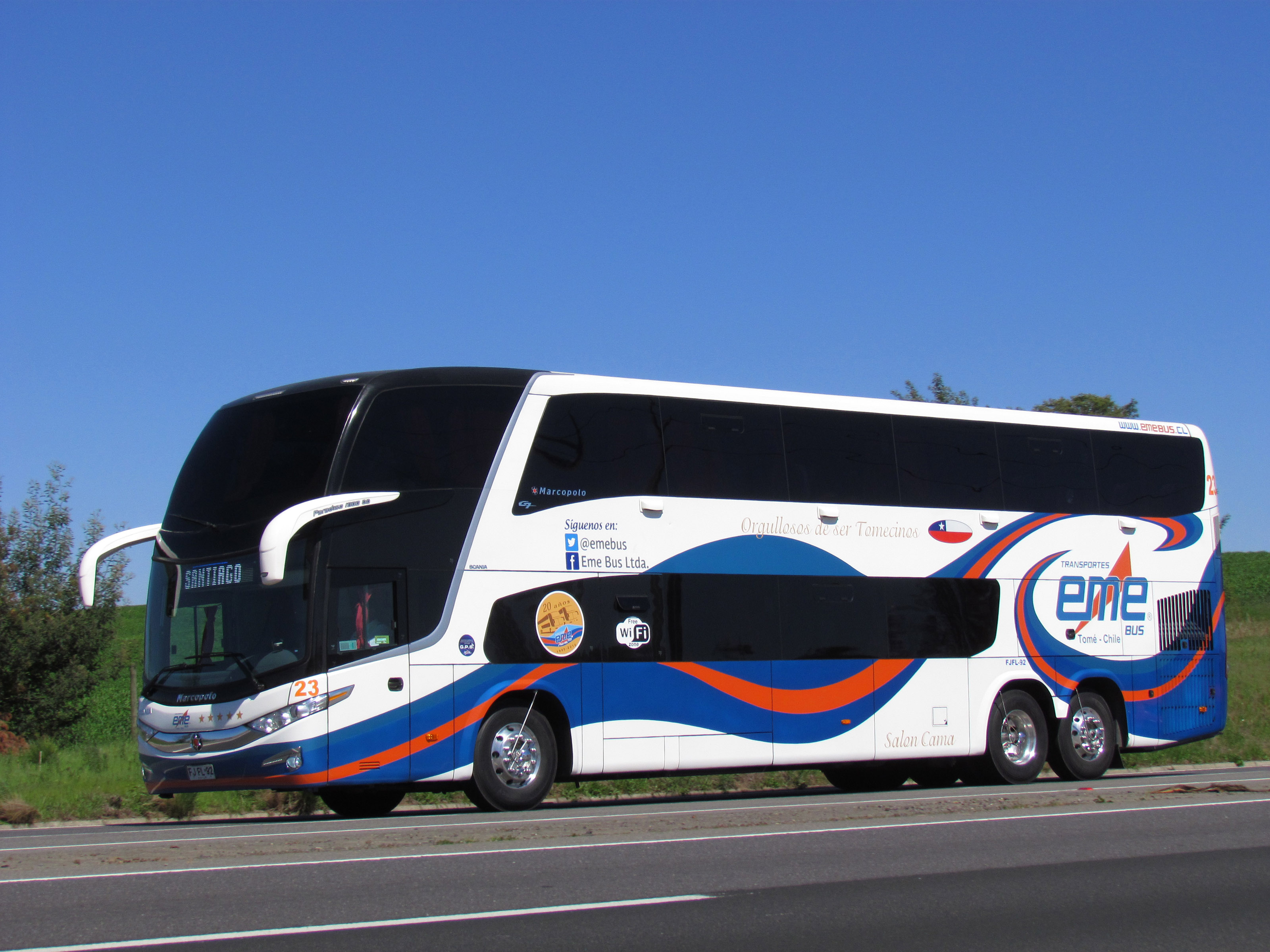
Marcopolo S.A. est un fabricant mondial d'autobus dont le siège est à Caxias do Sul.

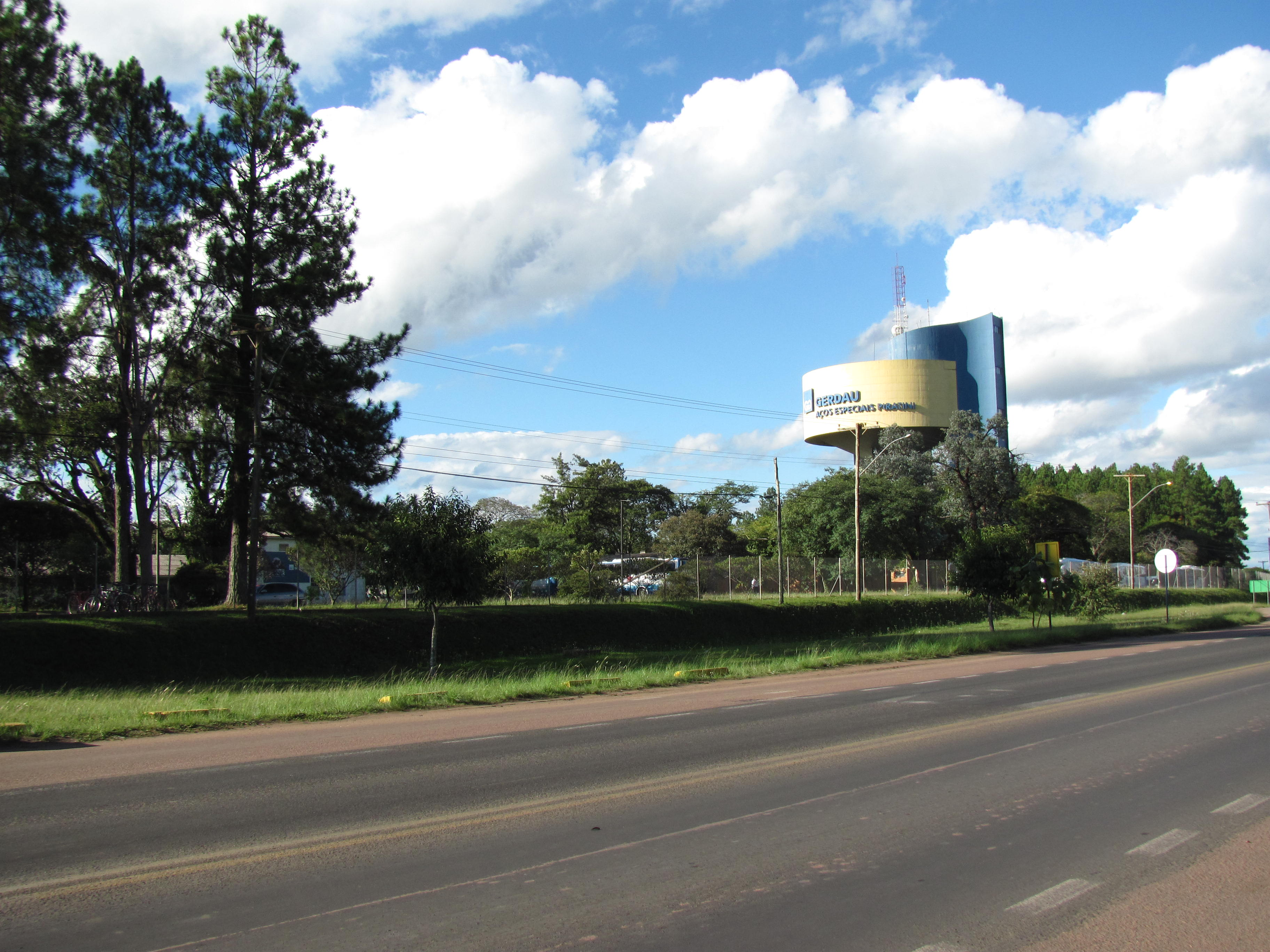
Usine Gerdau à Charqueadas.

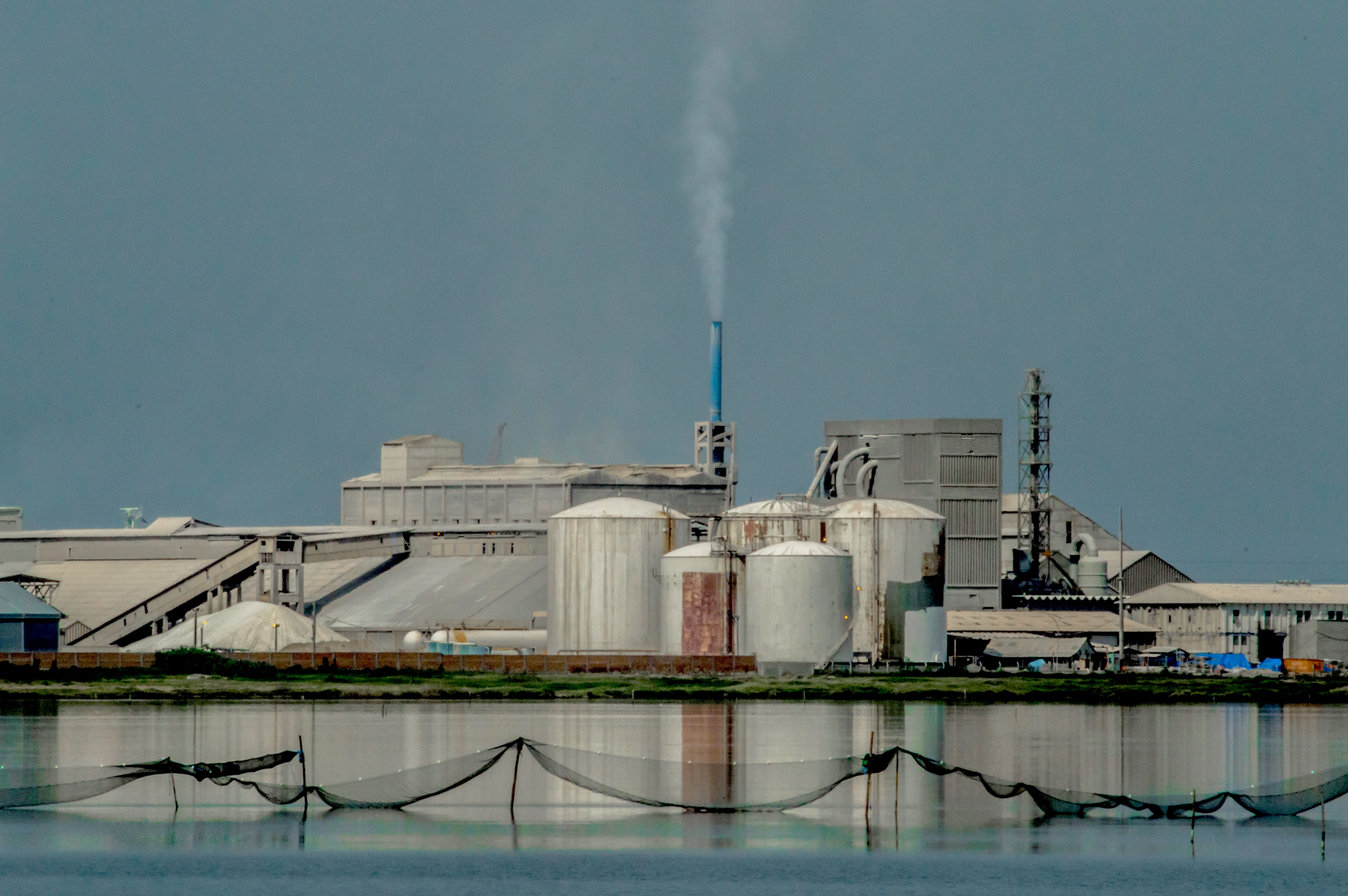
Industrie des engrais à Rio Grande.

En ce qui concerne l'industrie, Rio Grande do Sul avait un PIB industriel de 82,1 milliards de reais en 2017, soit 6,9 % de l'industrie nationale. Il emploie 762 045 travailleurs dans l'industrie. Les principaux secteurs industriels sont : la construction (18,2 %), l'alimentation (15,4 %), les services publics industriels, tels que l'électricité et l'eau (9,8 %), la chimie (6,8 %) et les machines et équipements (6,6 %). Ces 5 secteurs concentrent 56,8 % de l'industrie de l'État.
Dans le secteur automobile, l'État dispose d'une usine GM.
Le secteur de la chaussure en cuir (industrie de la chaussure) se distingue particulièrement à Novo Hamburgo, Sapiranga et Campo Bom, et dans pratiquement toutes les autres municipalités de Vale dos Sinos. en 2019, le Brésil a produit 972 millions de paires. Les exportations étaient d'environ 10 %, atteignant près de 125 millions de paires. Le Brésil est à la 4e position parmi les producteurs mondiaux, derrière la Chine (qui produit plus de 10 milliards de paires), l'Inde et le Vietnam, et à la 11e place parmi les plus gros exportateurs. Le plus grand pôle de production du Brésil se trouve ici. L'État brésilien qui exporte le plus le produit est le Rio Grande do Sul : en 2019, il a exporté 448,35 millions de dollars américains. La majorité du produit est destinée aux États-Unis, en Argentine et en France. La consommation intérieure absorbe une grande partie de la production. L'État a ou créé certaines des usines les plus importantes du secteur au Brésil,.
Dans l'industrie alimentaire, en 2019, le Brésil était le deuxième exportateur d'aliments transformés au monde, avec une valeur de 34,1 milliards de dollars en exportations. Le chiffre d'affaires de l'industrie brésilienne des aliments et des boissons en 2019 était de 699,9 milliards de reais, soit 9,7 % du produit intérieur brut du pays. En 2015, le secteur des aliments et boissons industriels au Brésil comprenait 34 800 entreprises (sans compter les boulangeries), dont la grande majorité étaient de petite taille. Ces entreprises employaient plus de 1 600 000 travailleurs, faisant de l'industrie des aliments et des boissons le plus grand employeur de l'industrie manufacturière. Il existe environ 570 grandes entreprises au Brésil, qui concentrent une bonne partie du chiffre d'affaires total de l'industrie. Le Rio Grande do Sul a créé des entreprises alimentaires d'importance nationale comme la chocolaterie Neugebauer ; Vinícola Aurora et Vinícola Salton, deux des plus grands vignobles du pays, et Camil Alimentos, qui possède la marque Açúcar União (la marque de sucre la plus célèbre du pays), Arroz Carretero (l'une des marques de riz les plus célèbres du Brésil), entre autres,,.
L'industrie mécanique et métallurgique atteint également une expression considérable, en particulier à Porto Alegre, Novo Hamburgo, São Leopoldo et Canoas, en plus de Gravataí, Sapucaia do Sul, Esteio et Sapiranga, qui ont de grandes entreprises dans le secteur et qui appartiennent également à la région métropolitaine de Porto Alegre. Ces centres sont rejoints par São Jerônimo, qui abrite l'aciérie de Charqueadas. L'usine d'acier Aços Finos Piratini est située à Charqueadas, qui appartient à Gerdau. Il est principalement destiné à servir l'industrie automobile.
Dans le domaine métallurgique, l'État possède l'une des entreprises les plus célèbres du pays, Tramontina, originaire de Rio Grande do Sul et célèbre fabricant de couteaux, poêles, pelles et ustensiles divers, qui a plus de 8 500 employés et 10 unités de fabrication. D'autres entreprises célèbres de l'État sont Marcopolo, un fabricant de carrosseries d'autobus, qui avait une valeur marchande de 2,782 milliards de R $ en 2015, et Randon, un groupe de 9 entreprises spécialisées dans les solutions pour le transport, qui regroupe des fabricants de véhicules, de pièces automobiles et d'équipements routiers - emploie environ 11 000 personnes et a enregistré un chiffre d'affaires brut en 2017 de 4,2 milliards de reais.
Une autre zone industrielle est la soi-disant ancienne région de colonisation, dans laquelle les communes de Caxias do Sul, Garibaldi, Bento Gonçalves, Flores da Cunha, Farroupilha et Santa Cruz do Sul sont intégrés. L'activité manufacturière est marquée par la production de vin et la transformation de produits agropastoraux, tels que cuir, saindoux, maïs, blé et tabac.
Dans le reste de l'État, il existe plusieurs centres industriels dispersés, tous liés à la transformation des matières premières agropastorales. Dans ce groupe, Erechim, Passo Fundo, Santa Maria, Santana do Livramento, Rosário do Sul, Pelotas, Rio Grande et Bagé se démarquent.

## Tourisme

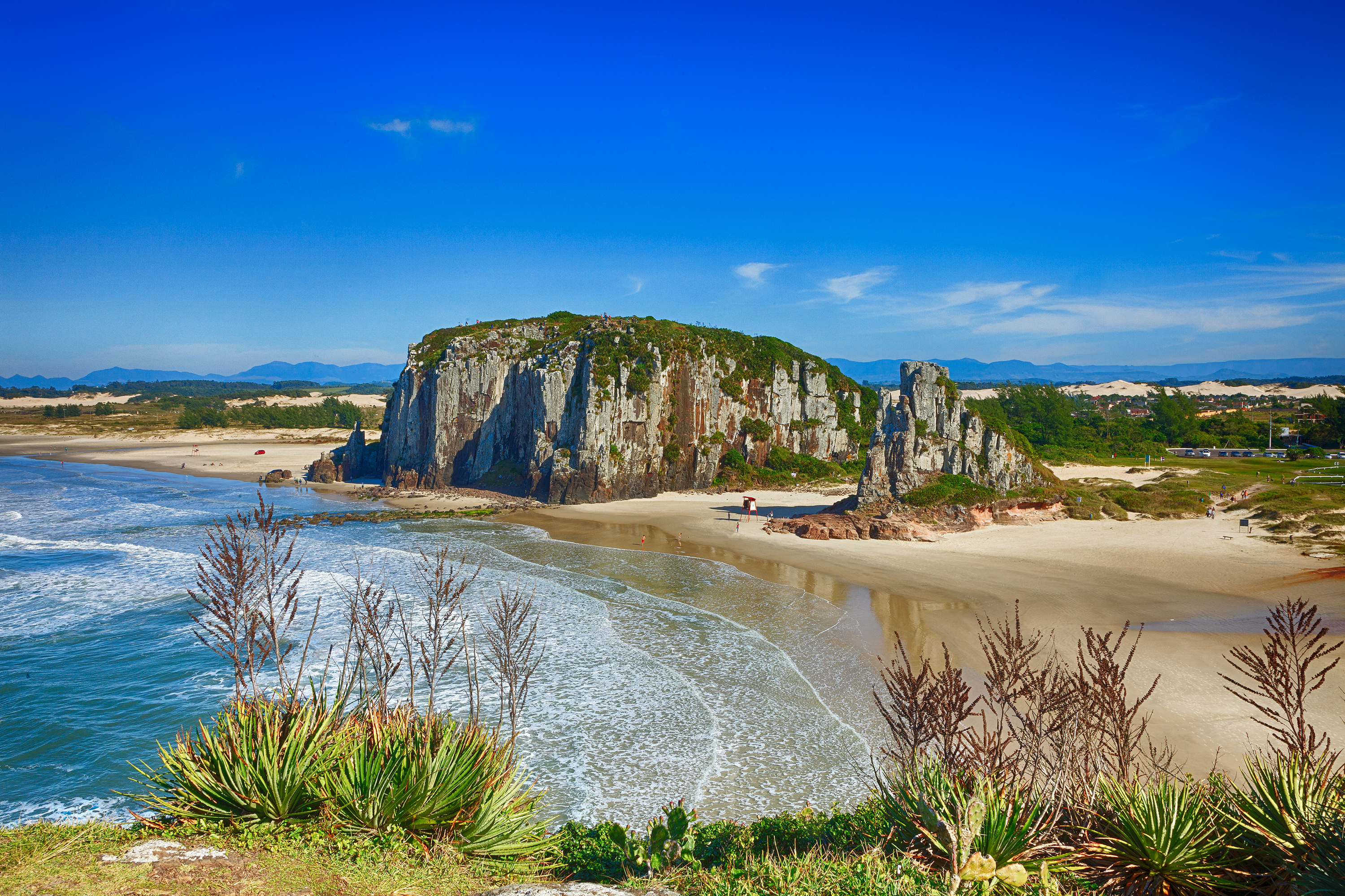
Plage de Guarita à Torres.

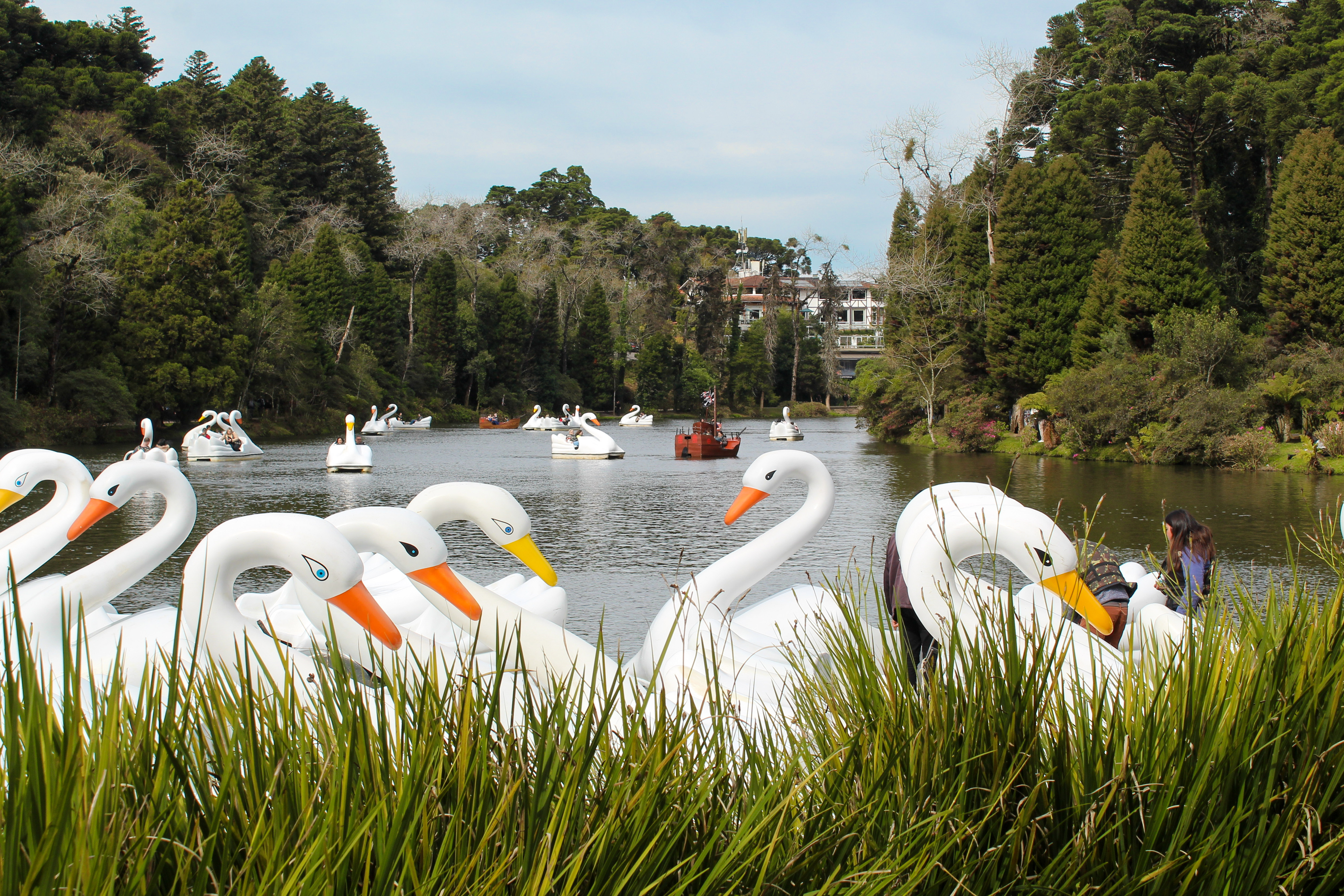
Lago Negro (lac sombre) à Gramado.

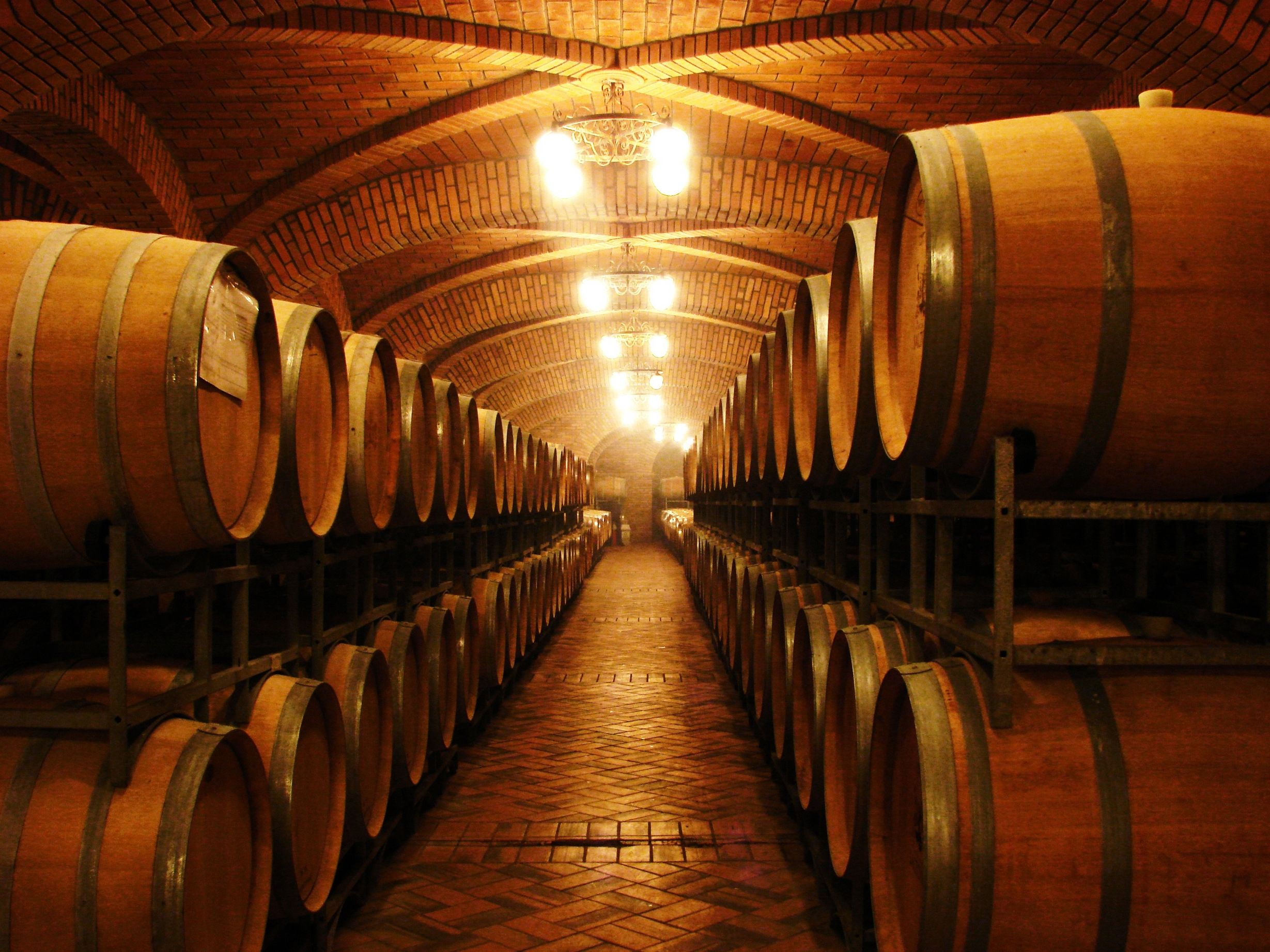
Œnotourisme à Bento Gonçalves.

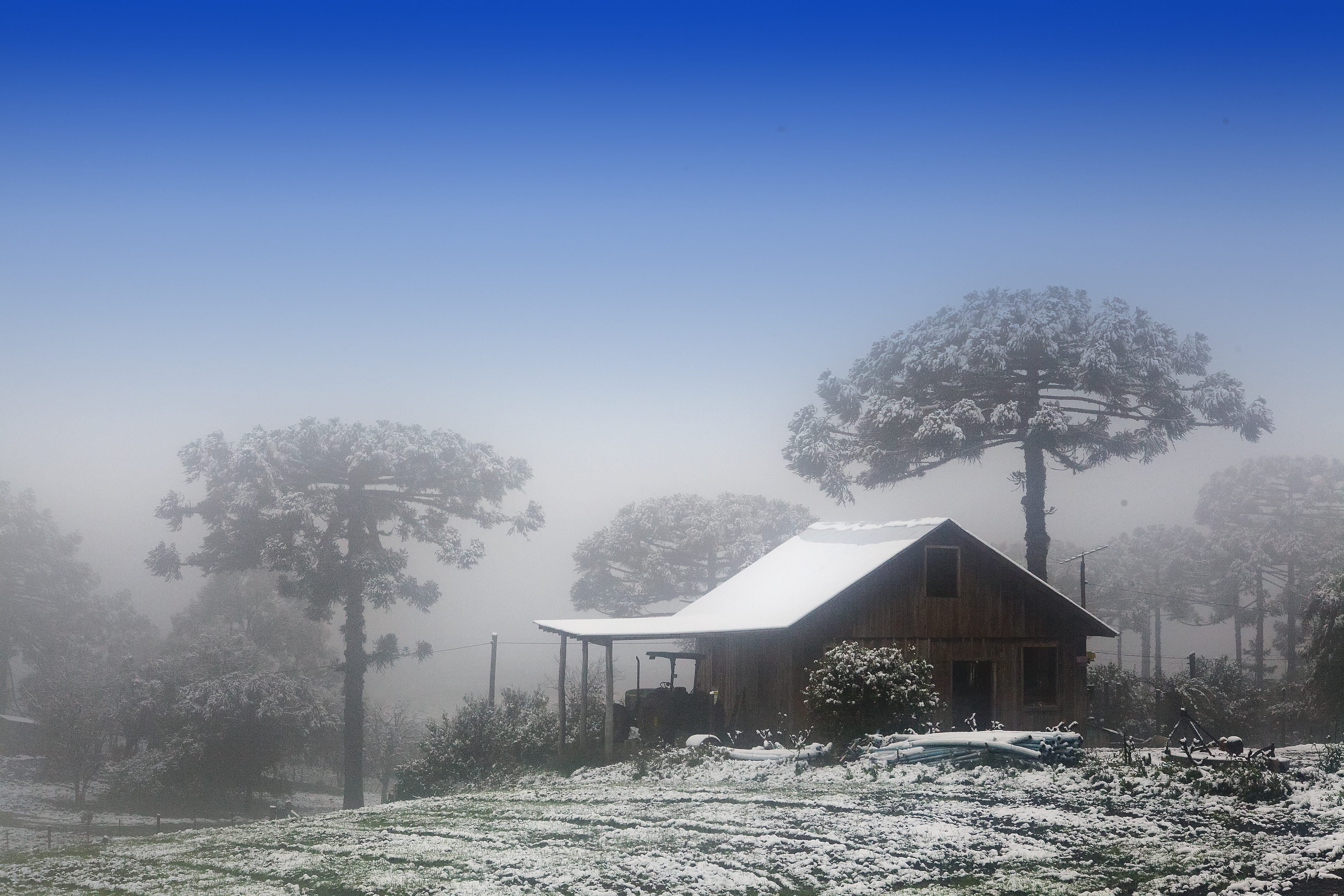
Neige de Caxias do Sul.

Le tourisme haut de gamme est très fort dans les villes allemandes de Gramado (4e ville la plus visitée du pays en termes de tourisme interne) et sa voisine Canela ; son climat froid, sa gastronomie et ses nombreuses installations de loisirs font partie de ses attraits pour le tourisme intérieur. Le tourisme est également important dans les régions viticoles de l'État, principalement Caxias do Sul et Bento Gonçalves. L'État abrite également l'historique São Miguel das Missões, les ruines d'une mission jésuite du XVIIIe siècle. L'État du Rio Grande do Sul et ses villes ont développé une série d'itinéraires panoramiques pour attirer les touristes. La Route Romantique est une visite panoramique populaire qui met en valeur la diversité de la culture germanique des régions montagneuses de l'État connues sous le nom de Serra Gaúcha. Vous pouvez visiter les colonies italiennes de l'État le long des Caminhos da Colônia, visiter la région viticole le long de la route des vins et des raisins et visiter une sous-section de la Route romantique appelée la région des hortensias, une région pleine d'hortensias bleus chaque printemps. Le Vale do Paranhana, dans des municipalités comme Igrejinha, Parobé, Taquara, Riozinho, Rolante et Três Coroas, propose des activités de plein air telles que la randonnée à des activités extrêmes au milieu de la forêt atlantique, comme le canoë-kayak dans les rivières,.

## Infrastructures

### Routes

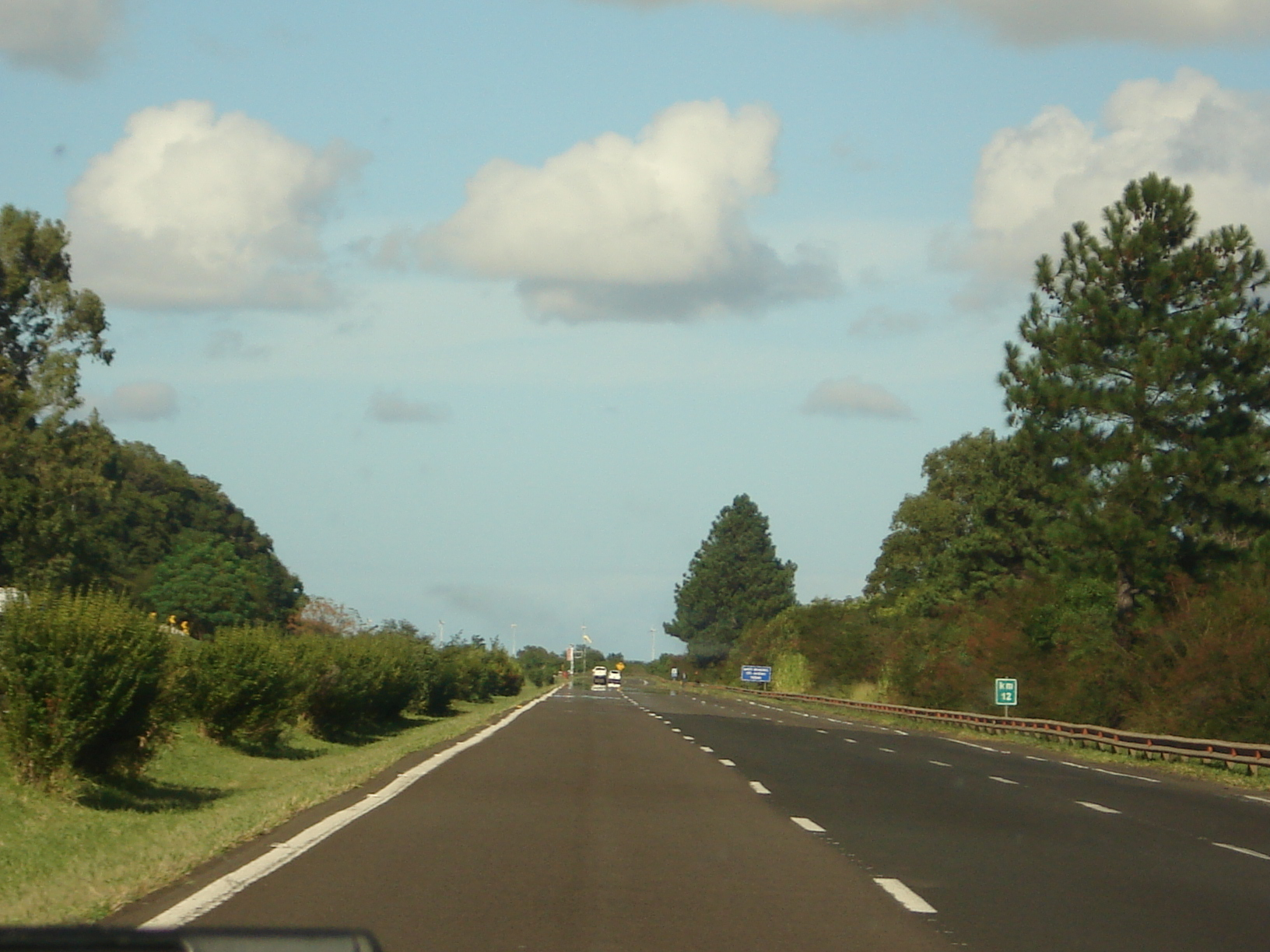
BR-290 près de Porto Alegre, avec 3 voies dans chaque direction. Section connue sous le nom d'Freeway

En juin 2022, le Rio Grande do Sul comptait 153 960 km d'routes (sous juridiction nationale, étatique ou municipale), dont 13 056 km étaient goudronnées, et parmi celles-ci, 638 km étaient des autoroutes. Les routes principales sont : BR-101, BR-116, BR-153, BR-158, BR-163, BR-285, BR-287, BR-290, BR-293, BR-386, BR-392 et BR-471. La plupart des autoroutes sont proches de la capitale Porto Alegre, et la plupart appartenant au gouvernement fédéral ; malgré le fait qu'il existe de nombreuses autoroutes appartenant à l'État, le gouvernement de l'État a peu fait dans ce domaine, en raison des politiques d'augmentation de la fonction publique et du peu d'investissements dans les routes. Cette situation n'a commencé à changer qu'en 2019. Les concessions autoroutières détenues par le Rio Grande do Sul, telles que BR-287 et BR-386, portaient dans le même temps, visent à doubler les portions accordées de ces autoroutes d'ici 2035,,. Actuellement[Quand ?], 211 km de la BR-116 entre Guaíba et Pelotas sont en cours de duplication, et en 2021 il y avait déjà 131 km dupliqués.

### Ports

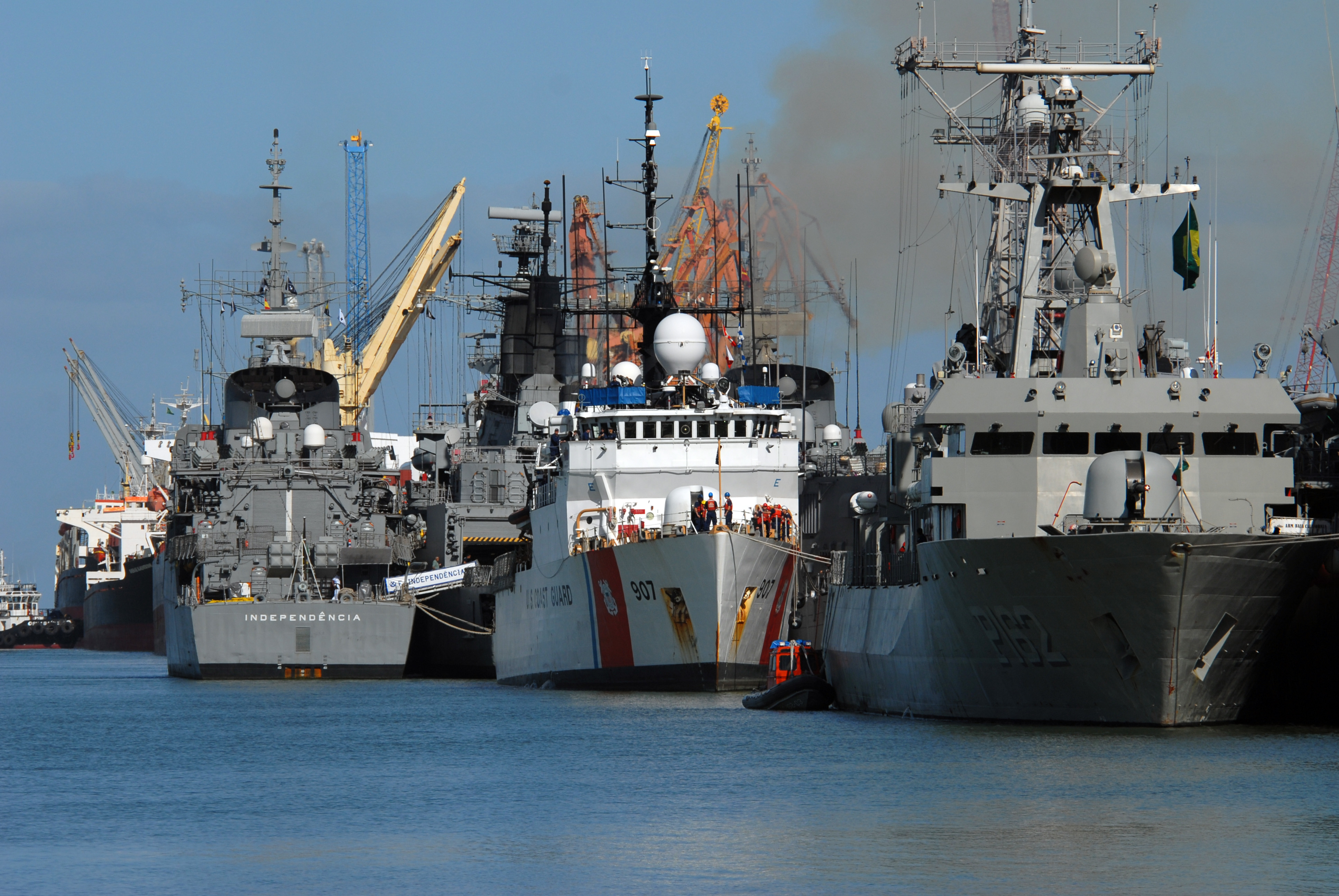
Port de Rio Grande.

Le port de Rio Grande est d'une grande importance pour le Mercosur, et également le principal point de multimodalité de l'État, entraînant la concentration d'une partie du système routier et ferroviaire dans le port de Rio Grande. Les principaux ports sont : port de Rio Grande, port de Porto Alegre, port de Pelotas et port d'Estrela. Les terminaux portuaires de Rio Grande, Porto Alegre et Pelotas ont traité, en 2021, 47,6 millions de tonnes de fret, 45,18 millions dans le seul port de Rio Grande.v

### Aéroports Internationaux

#### Porto Alegre

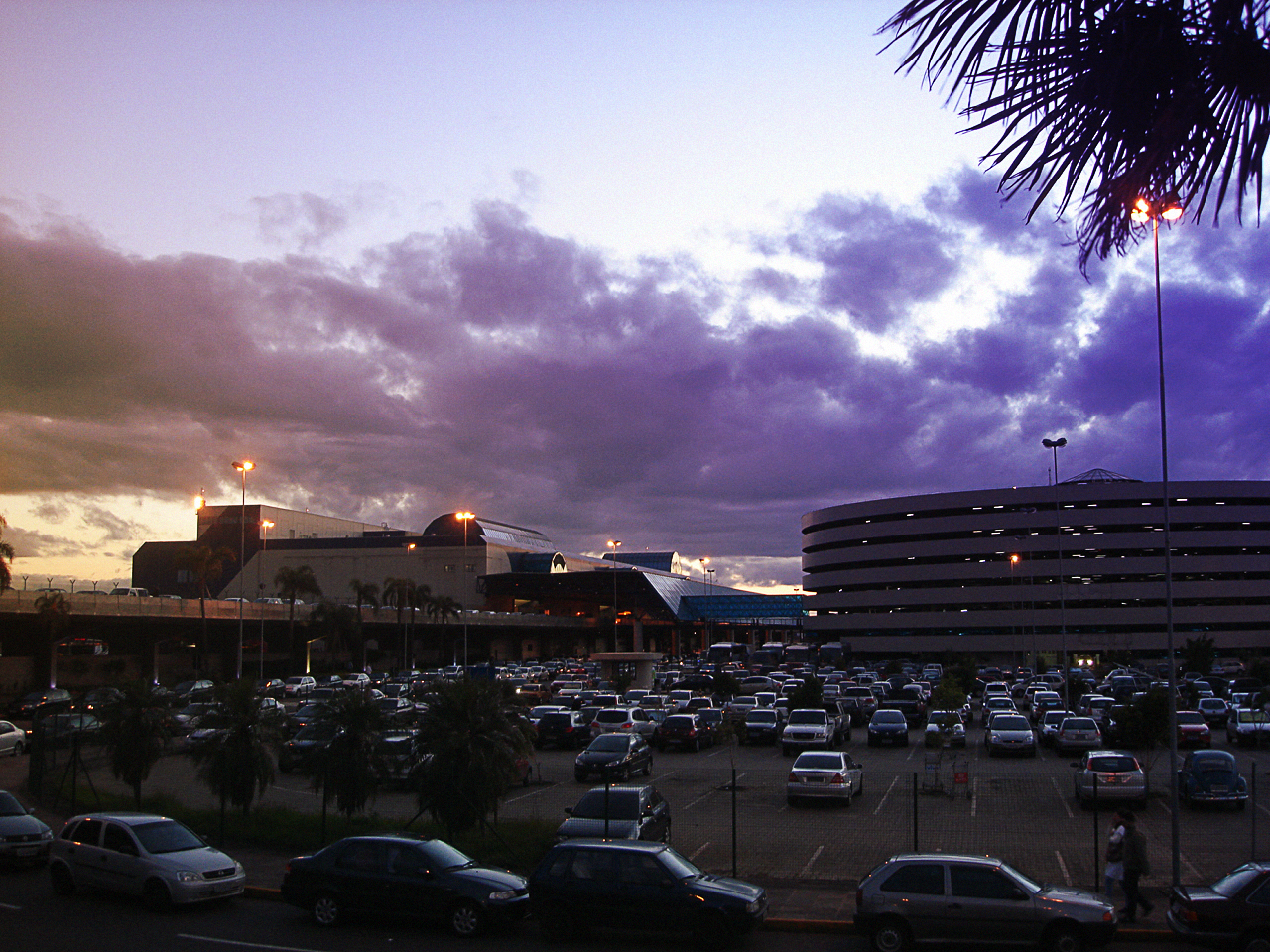
Coucher de soleil à Aéroport international de Porto Alegre.

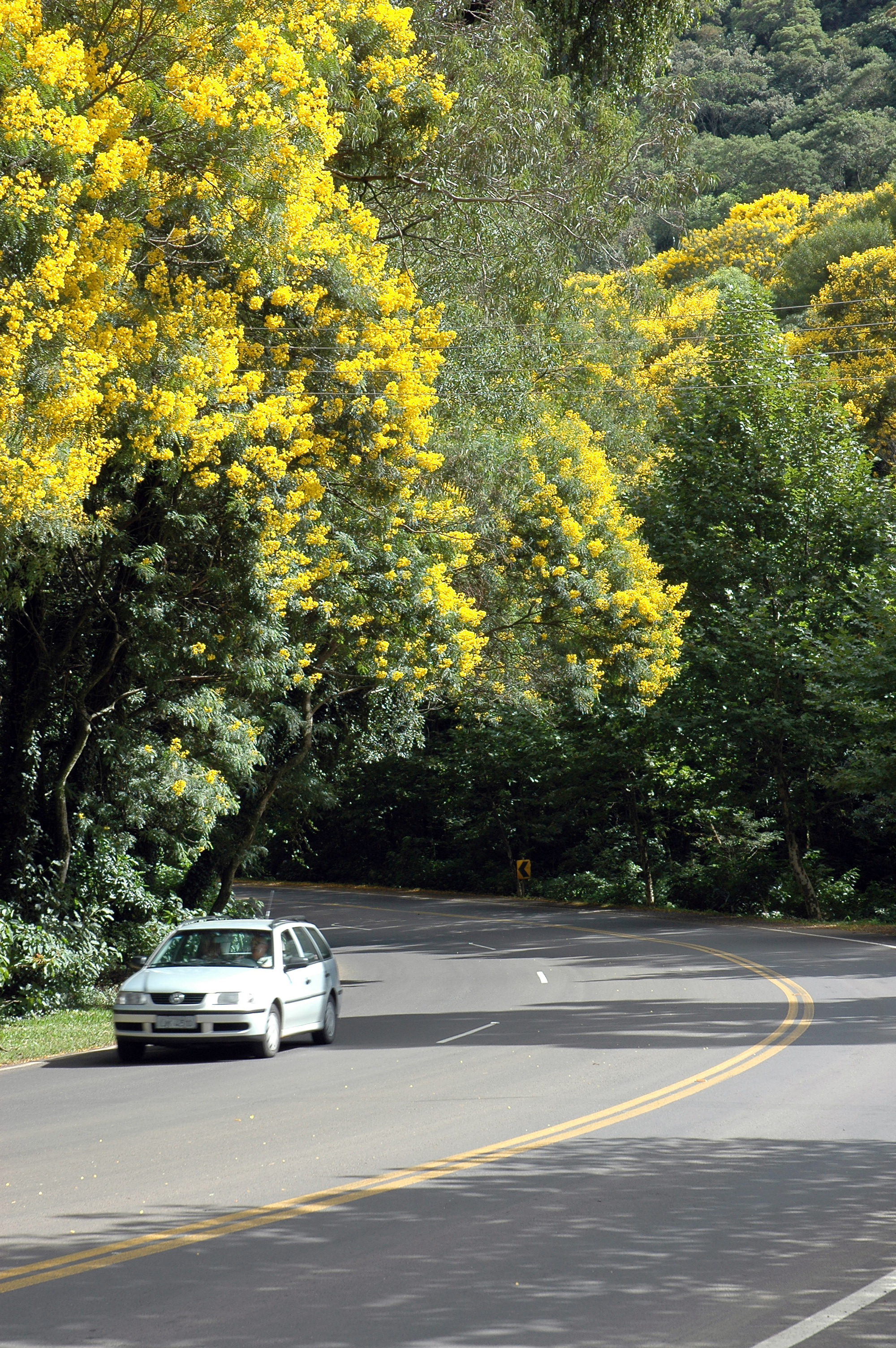
Autoroute BR-116 à Ivoti.

Avec 37,6 mille mètres carrés de surface construite et quatre niveaux, le terminal passagers de l'aéroport international de Porto Alegre peut recevoir 28 gros avions simultanément.
Le terminal dispose de 32 comptoirs d'enregistrement, de dix passerelles d'embarquement, de neuf ascenseurs et de dix escaliers mécaniques. Il dispose d'un centre de contrôle des mouvements d'avions entièrement automatisé et les principaux espaces sont climatisés.
La plate-forme, revêtue de béton précontraint, peut desservir des gros porteurs tels que le Boeing 747-400. La structure du garage a huit niveaux, 44 000 mètres carrés et 1 440 places de stationnement.
Un autre terminal, de 15 000 mètres carrés et d'une capacité de 1,5 million de passagers par an, dessert l'aviation générale, d'affaires et de troisième niveau (avions à pistons et turbopropulseurs conventionnels).
L'aéroport de Porto Alegre a été le premier géré par Infraero à avoir intégré l'enregistrement. Ce service offre une flexibilité dans l'utilisation des installations et des terminaux, permettant aux transporteurs d'accéder à leurs propres centres de données via des ordinateurs à usage partagé à partir de n'importe quelle position de comptoir d'enregistrement. Cela facilite grandement l'attribution de l'espace de comptoir en fonction des fluctuations de la demande, réduisant ainsi l'espace inutilisé.
La zone Aeroshopping –centre de commerce et de loisirs – fonctionne 24h/24 avec des commerces, des services, une aire de restauration, ainsi qu'un cinéma triplex, le premier à être installé dans un aéroport brésilien.
L'aéroport international Salgado Filho dispose également d'un terminal de fret aérien, construit en 1974, d'une superficie de 9 500 000 mètres carrés et d'une capacité de traitement de 1 500 tonnes de fret d'exportation et de 900 tonnes d'importation chaque mois.
Le mouvement quotidien moyen (arrivées et départs) est de 174 avions, sur des routes régulières qui relient directement ou indirectement Porto Alegre avec toutes les autres grandes villes du pays, ainsi qu'avec des villes plus petites à l'intérieur des États de la région Sud et São Paulo. Il existe également des vols internationaux avec des liaisons directes vers les villes du Cône Sud.

#### Pelotas
L'aéroport international de Pelotas est couramment utilisé par la Force aérienne brésilienne comme dernière escale au Brésil pour ses vols vers la base antarctique brésilienne.

#### Bagé
L'aéroport Comandante Gustavo Kraemer a ouvert ses portes le 5 juillet 1946. Cet aéroport est géré par Infraero depuis le 27 octobre 1980. Il est situé dans la périphérie rurale de Bagé, à 60 km de la frontière avec l'Uruguay et 380 km de Porto Alegre. L'aéroport Comandante Gustavo Kraemer ne fonctionne pas avec des vols commerciaux réguliers. Il y a deux vols quotidiens transportant des sacs bancaires, ainsi que des services de taxi aérien et de jet exécutif. La plupart des utilisateurs de l'aéroport sont des hommes d'affaires du centre du Brésil qui ont des intérêts dans la région dans l'élevage de chevaux pur-sang anglais et arabes, l'élevage de bétail, la culture fruitière, la vinification, la pâte à papier et la production d'électricité.

#### Uruguaiana
Situé à la frontière avec l'Argentine (de l'autre côté du fleuve Uruguay depuis la ville argentine de Paso de los Libres), Uruguaiana est considéré comme le principal port intérieur d'Amérique latine, grâce à sa stratégie de positionnement avec les pays du Mercosur. L'aéroport international de Uruguaiana n'a cependant qu'un seul vol, sur Azul Brazilian Airlines, vers Porto Alegre, une situation que Infraero entend changer, comme l'a confirmé lors d'une visite officielle au aéroport en décembre à partir de 2004.
Avec plus de 700 000 m2 de surface construite, c'est le plus grand aéroport de l'intérieur de l'État de Rio Grande do Sul.

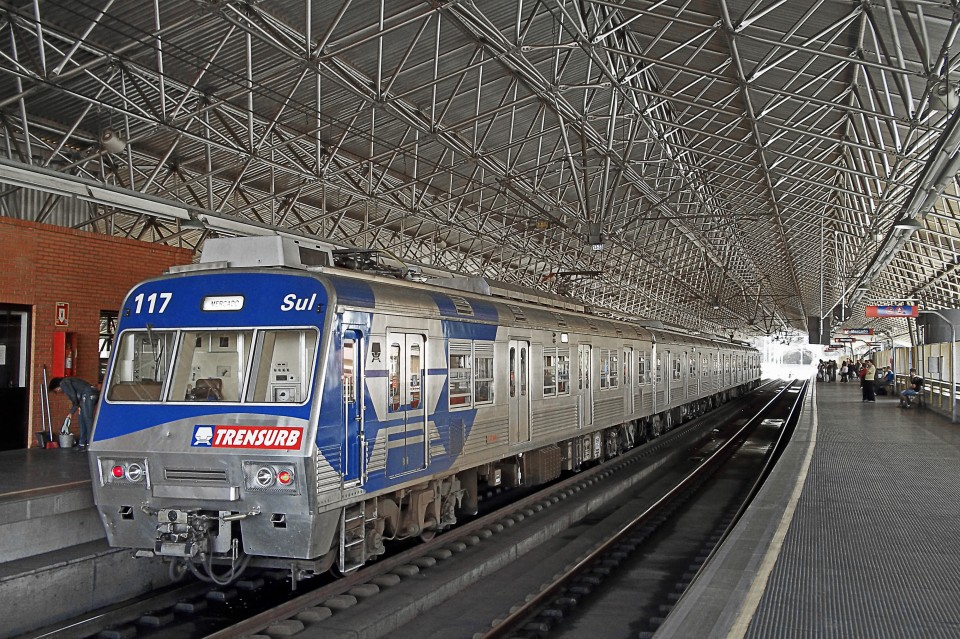
Système de métro du Grand Porto Alegre, à São Leopoldo

Il y a deux autoroutes, BR-290 et BR-472, qui passent près de l'aéroport, ainsi qu'une voie ferrée à environ 2,5 km du terminal. Situé à 9 km du centre-ville, cet aéroport est à une hauteur de 78 mètres et la température annuelle moyenne est de 20 °C, avec une grande variation de l'été à l'hiver.
Située à 630 km de la capitale de l'État (Porto Alegre), Uruguaiana a été fondée le 29 mai 1746 et compte actuellement[Quand ?] 126 936 habitants. L'agriculture et l'élevage sont les principales activités économiques de la région, qui compte 1 509 fermes rustiques.

### Aéroports domestiques

#### Caxias do Sul
L'aéroport Hugo Cantergiani (CXJ/SBCX) dessert une vaste région d'importantes municipalités économiques et touristiques à proximité de Caxias do Sul, totalisant 34 municipalités dans cette zone de « Serra Gaúcha ». Il est situé à une altitude de 754 m et possède une piste en béton (15/33) d'une longueur de 2 000 m bien que seulement 1 650 m soient utilisables si vous atterrissez sur la piste 15 Il est desservi quotidiennement par les compagnies aériennes GOL et Azul qui relient Caxias do Sul à São Paulo. Il est équipé d'une aide visuelle à l'approche VASIS et est également certifié pour les approches IFR.

### Énergie

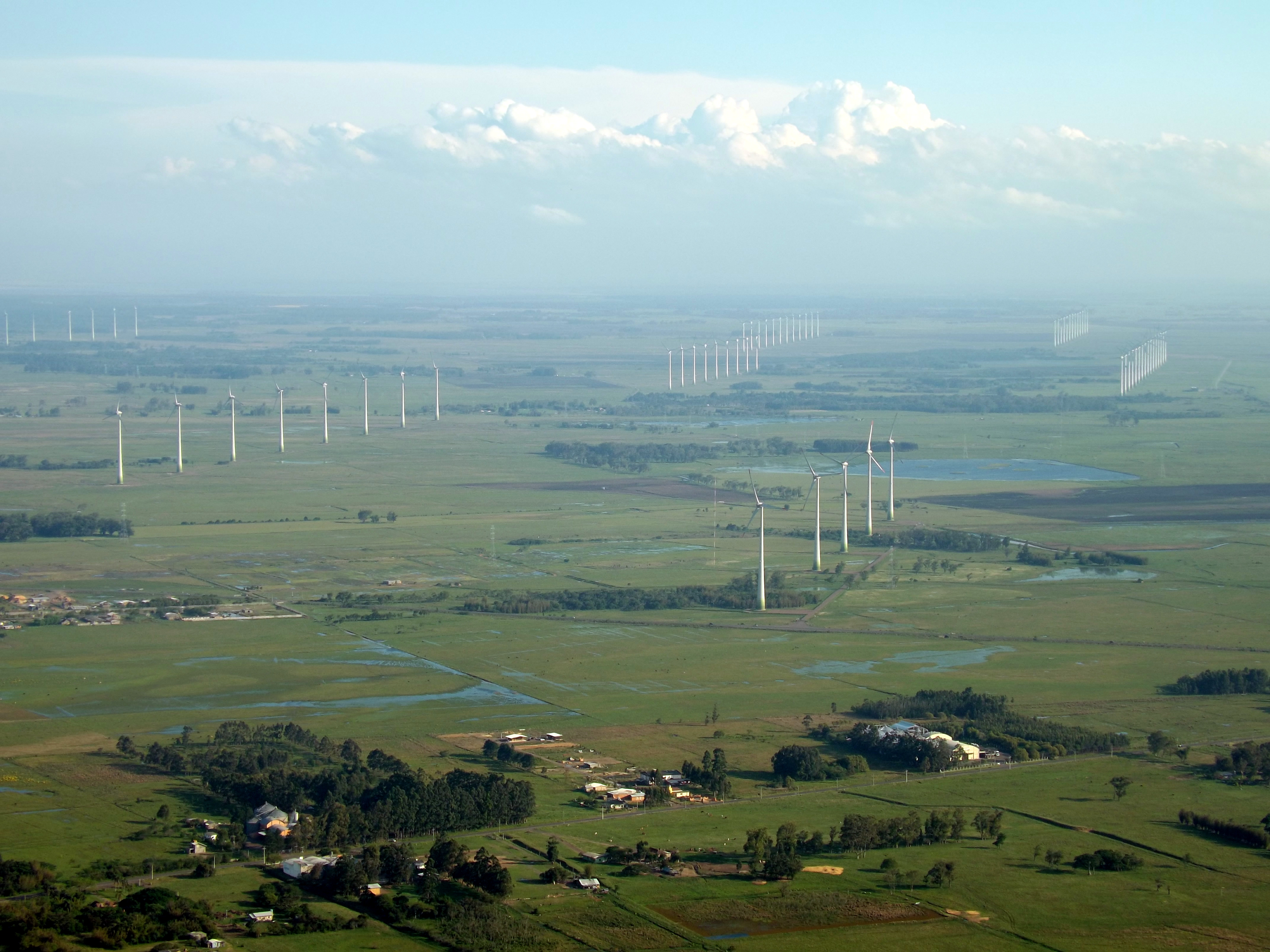
Parc éolien d'Osório, le plus grand parc éolien d'Amérique latine.

En 2021, le Rio Grande do Sul disposait d'environ 7,2 GW de puissance électrique installée, un nombre relativement faible par rapport au total du pays, qui était d'environ 170 GW à l'époque. Sur le total, 80,6 % provenaient de sources renouvelables - 49 % correspondaient à des centrales hydroélectriques, 19,5 % à l'énergie éolienne et 8,2 % à l'énergie solaire photovoltaïque. L'État a un fort potentiel d'installation d'énergie éolienne en raison du fait que la vitesse moyenne du vent est l'une des plus élevées du pays. Plusieurs nouveaux projets de parcs éoliens sont en cours, en plus des investissements dans les lignes de transport d'électricité de l'État, qui étaient limités. La plupart des projets d'énergie éolienne offshore au Brésil, en 2021, se trouvaient à Rio Grande do Sul, avec une installation prévue pour 2030,,,.
En mars 2022, Rio Grande do Sul était le 3e État brésilien avec le plus d'énergie solaire installée dans la modalité de microgénération distribuée individuelle.
La production de charbon au Brésil était de 13,6 millions de tonnes en 2007. Santa Catarina a produit 8,7 Mt (millions de tonnes) ; Rio Grande do Sul, 4,5 Mt ; et Paraná, 0,4 Mt. Le Brésil possède des réserves de tourbe, lignite et houille. Le charbon totalise 32 milliards de tonnes de réserves et se trouve principalement dans le Rio Grande do Sul (89,25 % du total). Seul le gisement de Candiota (à Rio Grande do Sul) détient 38 % de tout le charbon national. Comme il s'agit d'un charbon de moindre qualité, il n'est utilisé que pour la production d'énergie thermoélectrique et sur le site du gisement. La crise pétrolière des années 1970 a conduit le gouvernement brésilien à créer le plan de mobilisation de l'énergie, avec des recherches intenses pour découvrir de nouvelles réserves de charbon. Le Service géologique du Brésil, grâce à des travaux menés à Rio Grande do Sul et à Santa Catarina, a considérablement augmenté les réserves de charbon précédemment connues entre 1970 et 1986 (principalement entre 1978 et 1983). Dans plusieurs gisements du Rio Grande do Sul (Morungava, Chico Lomã, Santa Teresinha), du charbon de bonne qualité a été découvert, utilisable en métallurgie et en grand volume (sept milliards de tonnes), mais à des profondeurs relativement importantes (jusqu'à 1 200 m) , ce qui rendait son utilisation difficile jusqu'à présent. En 2011, le charbon ne représentait que 5,6 % de l'énergie consommée au Brésil, mais c'est une source stratégique importante, qui peut être activée lorsque, par exemple, les niveaux d'eau dans les barrages sont très bas, réduisant excessivement l'approvisionnement en énergie hydroélectrique,.

## Sports

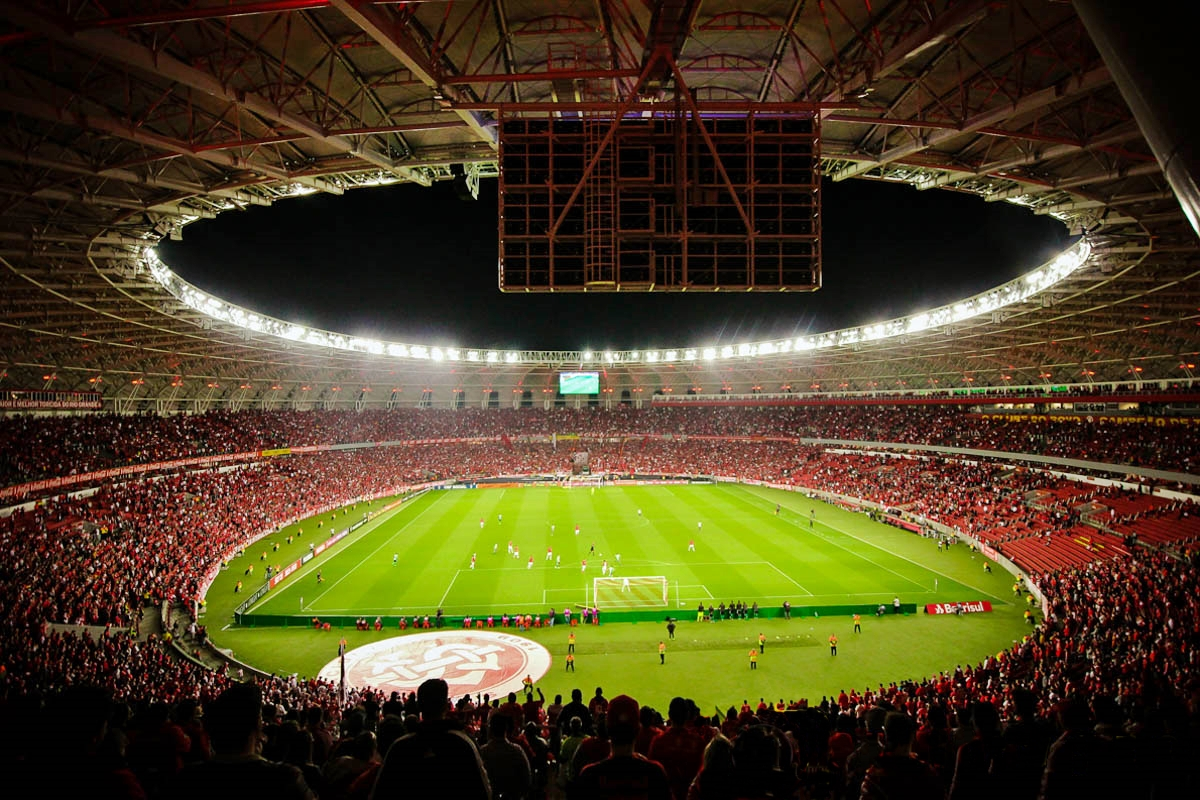
Stade Beira-Rio, l'un des sites de la Coupe du monde de football 2014.

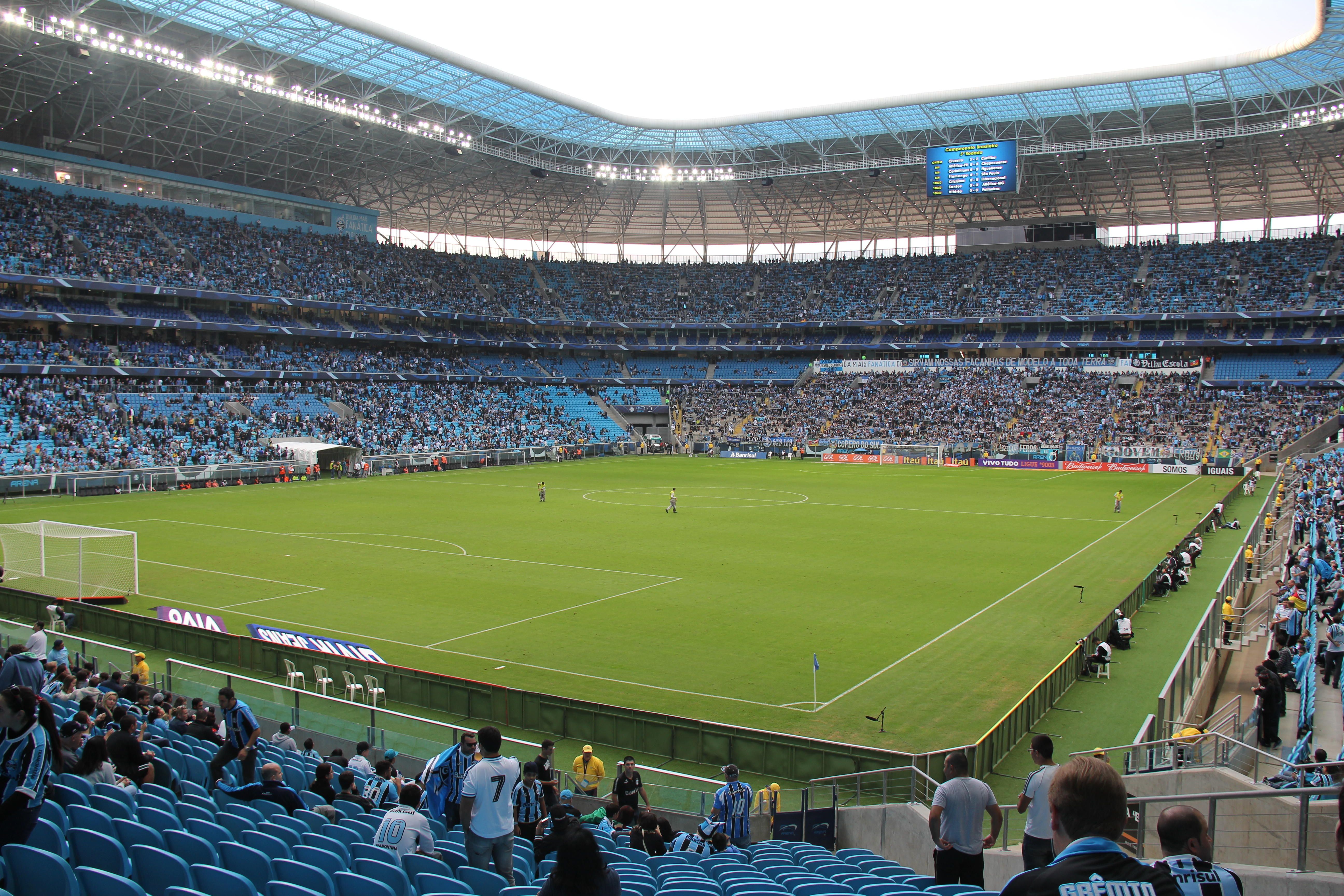
Arena do Grêmio.

Rio Grande do Sul compte actuellement[Quand ?] sept équipes de football appartenant aux divisions du Championnat brésilien de football : Internacional, Grêmio, Juventude, Caxias, Brasil de Pelotas, Lajeadense et Ypiranga. Le Sport Club Rio Grande, de la municipalité de Rio Grande, est le plus ancien du Brésil et joue actuellement[Quand ?] dans le Campeonato Gaúcho de la deuxième division,.
Rio Grande do Sul est également une référence nationale et mondiale en futsal, avec des équipes comme Inter/Ulbra à Porto Alegre, ACBF à Carlos Barbosa, Atlântico à Erechim, Ulbra à Canoas, Assoeva à Venâncio Aires et Enxuta à Caxias do Sul. La municipalité de Carlos Barbosa est considérée comme la capitale du futsal au Brésil,.
Dans l'État, les médaillés olympiques suivants sont nés : Mayra Aguiar et Daniel Cargnin (judo), ; Fernando Scheffer (natation) ; André Johannpeter (équitation) ; André Heller, Gustavo Endres, Murilo Endres, Renan Dal Zotto, Paulão, Fernanda Garay, Carol Albuquerque, Éder, Janelson, Jorge Édson, Lucão, Marcus Vinícius et Thiago Alves (volley-ball),, . Thomaz Koch est également originaire de l'État, considéré comme l'un des plus grands joueurs de tennis de l'histoire du Brésil , et Henrique Mecking, considéré comme le plus grand joueur d'échecs brésilien de tous les temps, qui est devenu le 3e meilleur au monde , ; en plus des médaillés des Championnats du monde tels que Babi et Deonise en handball, João Derly et Maria Portela en judo, Daiane dos Santos en gymnastique et Samuel de Bona au marathon aquatique.

## Gouverneurs
| Période | Période  | Identité              | Étiquette | Qualité |
| ------- | -------- | --------------------- | --------- | ------- |
| 1983    | 1987     | Jair Soares           | PMDB      |         |
| 1987    | 1990     | Pedro Simon           | PMDB      |         |
| 1990    | 1991     | Sinval Guazzelli      | PMDB      |         |
| 1991    | 1994     | Alceu Collares        | PDT       |         |
| 1995    | 1998     | Antônio Britto        | PMDB      |         |
| 1999    | 2002     | Olívio Dutra          | PT        |         |
| 2003    | 2006     | Germano Rigotto       | PMDB      |         |
| 2007    | 2010     | Yeda Crusius          | PSDB      |         |
| 2011    | 2014     | Tarso Genro           | PT        |         |
| 2015    | 2018     | José Ivo Sartori      | PMDB      |         |
| 2019    | 2022     | Eduardo Leite         | PSDB      |         |
| 2022    | 2022     | Ranolfo Vieira Júnior | PSDB      |         |
| 2023    | en cours | Eduardo Leite         | PSDB      |         |